# 北総鉄道北総線
北総線（ほくそうせん）は、東京都葛飾区の京成高砂駅から千葉県印西市の印旛日本医大駅までを結ぶ北総鉄道の鉄道路線である。駅ナンバリングで使われる路線記号はHS。

## 概要
千葉県船橋市、印西市にまたがる千葉ニュータウンと東京都心を結ぶ通勤路線としての役割を担っている。途中の千葉ニュータウン中央駅はその名の通り、千葉ニュータウンの中心的な地域にある。小室駅  - 印旛日本医大駅間は京成電鉄の完全子会社である千葉ニュータウン鉄道が第三種鉄道事業者として線路を保有し、北総鉄道が第二種鉄道事業者として旅客運送を行っている。
京成高砂駅で接続する京成電鉄の本線、さらにその先の押上線、都営地下鉄浅草線、京浜急行電鉄（京急）の本線・空港線・久里浜線と相互直通運転を行っており、東京国際空港（羽田空港）や神奈川県の横浜、三浦半島を結ぶ関東地方の広域ルートの一翼を担う。
また、東京と成田国際空港を結ぶ京成電鉄の成田空港線（成田スカイアクセス線）と全線にわたって線路を共用しており、乗車券は共通の取り扱いがある。
北総線の踏切は京成高砂駅構内にある高砂1号踏切及び2号踏切（共に京成と共用で北総線の開通前より存在）のみで、北総線単独のものは存在しない。なお、かつて新京成線との直通を行っていた時代は、北初富駅東側の新京成線との分岐点付近の連絡線上に1か所踏切が存在した。

### 路線データ
- 路線距離：32.3km
  - 京成高砂駅 - 小室駅間 19.8km - 第一種鉄道事業
  - 小室駅 - 印旛日本医大駅間 12.5km - 第二種鉄道事業（千葉ニュータウン鉄道が第三種鉄道事業者）
- 建設主体：日本鉄道建設公団（現 独立行政法人 鉄道建設・運輸施設整備支援機構）

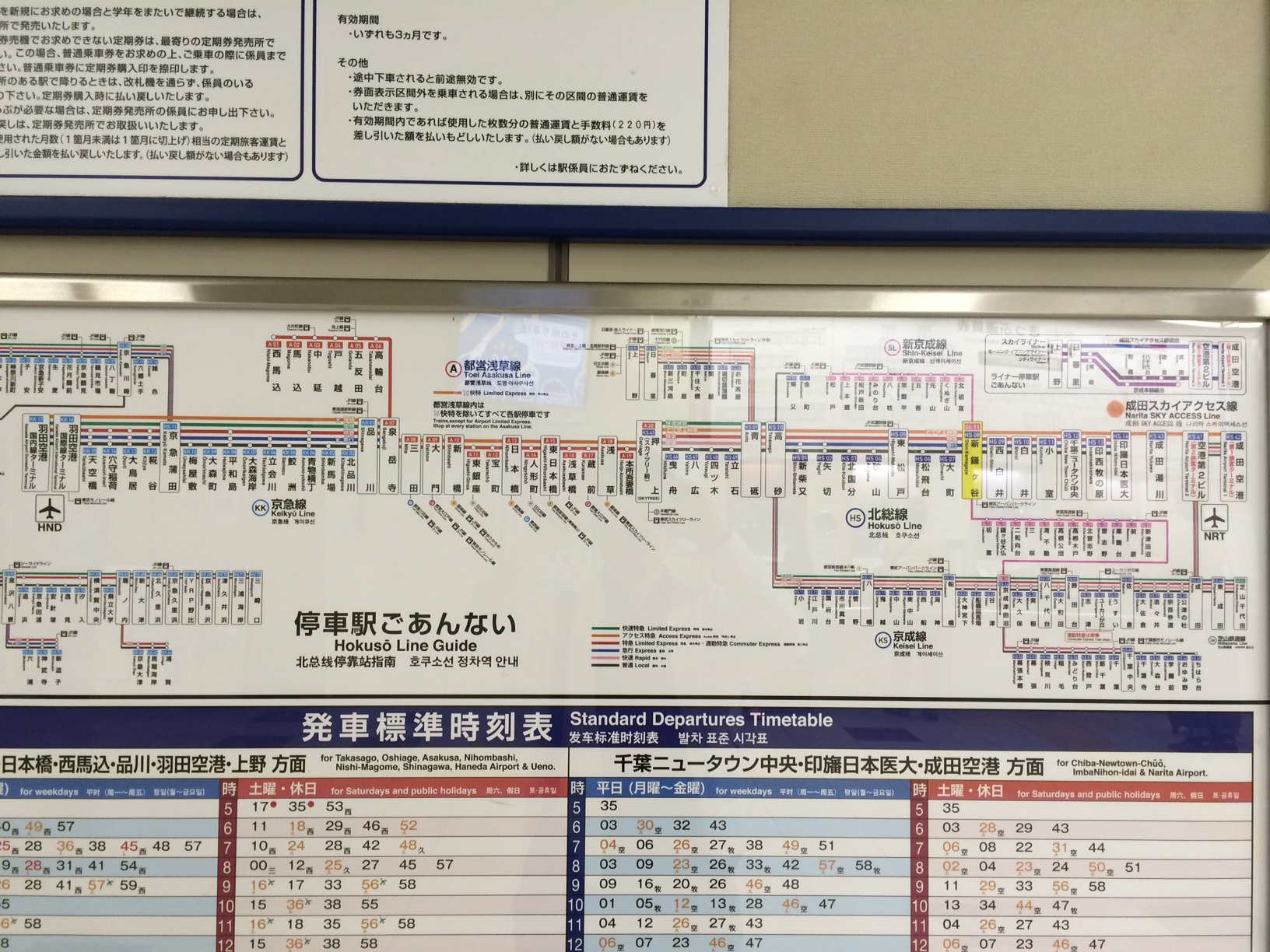
羽田空港から成田空港までを一直線に描いた北総線停車駅案内図（新鎌ヶ谷駅）

- 軌間：1,435mm（標準軌）
- 駅数：15駅（起終点駅含む）
- 複線区間：全線複線
- 電化区間：全線（直流1,500V）
- 閉塞方式：自動閉塞式
- 保安装置：C-ATS
- 最高速度：105km/h[1][注釈 1]

## 沿革
京成高砂駅 - 小室駅間は、千葉ニュータウン建設開始に伴い、1972年（昭和47年）3月の都市交通審議会（現在の運輸政策審議会）答申第15号が示した2本の東京都心直結ルートの一つで、「地下鉄1号線（都営地下鉄浅草線）を延伸し、京成高砂駅で京成線より分岐し、松戸・市川両市境を東進、鎌ケ谷市初富を経て千葉ニュータウン小室地区に至る路線」である。
千葉ニュータウン内の交通路整備を優先するため、北初富駅 - 小室駅間を北総線第1期として先行開業することとし、1974年（昭和49年）、日本鉄道建設公団（現・鉄道建設・運輸施設整備支援機構）民鉄線対象工事として着工した。1979年（昭和54年）3月13日に千葉ニュータウン小室・西白井両地区が入居開始することになり、その直前の3月9日に開業した。同時に暫定的に新京成電鉄新京成線（現・京成松戸線）に乗り入れ、松戸駅まで相互直通運転を開始した。なお、新京成線との直通運転は第2期線開業後の1992年（平成4年）7月8日に同線の新鎌ヶ谷駅開業と同時に廃止された。
北総開発鉄道は、千葉ニュータウンと東京都心を結ぶことが建設目的であるため、1983年（昭和58年）に第2期線の建設に着手する。1991年（平成3年）に京成高砂駅 - 新鎌ヶ谷駅間を開業し、北総開発鉄道、京成電鉄、東京都交通局（都営地下鉄浅草線）、京浜急行電鉄の4事業者による相互直通運転を開始した。
小室駅 - 印旛日本医大駅間は、同じ答申で示されたもう一つのアクセスルートの一部で、地下鉄10号線（都営地下鉄新宿線）を延伸して鎌ケ谷市初富に至り、小室まで前記の路線と併走し、その先の印旛松虫地区に至る路線の一部である。本来、千葉県営鉄道として建設される予定のものを、1978年（昭和53年）3月に千葉ニュータウン事業に参加した宅地開発公団（のちの住宅・都市整備公団〈住都公団〉→都市基盤整備公団〈都市公団〉）が小室 - 印旛松虫間の鉄道敷設免許を譲り受けて建設、開業した。住宅・都市整備公団千葉ニュータウン線として小室駅 - 千葉ニュータウン中央駅間が1984年（昭和59年）に開業した。その後、1995年（平成7年）に印西牧の原駅まで、2000年（平成12年）に印旛日本医大駅まで延伸され、全線開業した。
千葉ニュータウン線は、列車の運行、旅客営業、鉄道施設の保守業務などを北総開発鉄道に委託していたが、地方鉄道法の廃止や鉄道事業法の施行に伴って、1988年（昭和63年）に住宅・都市整備公団が第3種鉄道事業者として線路・駅などを保有し、北総開発鉄道は施設を借り受けて運行・管理を行う第2種鉄道事業者となり、その後の延伸区間も同様の扱いとなった。その際、路線名も北総線区間を含めて北総・公団線とされた。
2004年（平成16年）7月1日に社名が北総鉄道に変更され、同時に都市公団が独立行政法人都市再生機構（UR都市機構）に改組された。公団の保有する鉄道施設（小室 - 印旛日本医大間の線路・駅や車両など一式）については、京成電鉄の全額出資によって設立された新会社「千葉ニュータウン鉄道」に移管された。それに伴い、北総路線を呼ぶ際は「公団」が外されて北総線となった。
2010年（平成22年）7月17日に京成電鉄が運行する成田空港線（成田スカイアクセス線）が開業。北総線は全線が成田スカイアクセス線と共用となった。同時に駅ナンバリングを新京成電鉄を除いた京成グループ2社（京成電鉄・北総鉄道）と芝山鉄道の各線で一斉に採用した（新京成も後に採用）が、京成高砂駅を除く北総線各駅には北総鉄道の駅番号のみが付与され、京成電鉄の駅番号は付与されなかった。

### 年表
- 1979年（昭和54年）3月9日 - 北総線（第1期）北初富駅 - 小室駅間 (7.9km) 開業[4][5][12]。同時に新京成電鉄新京成線（現・京成松戸線）との相互直通運転開始[12]。7000形電車営業運転開始。
- 1984年（昭和59年）
  - 3月19日- 住宅・都市整備公団千葉ニュータウン線小室駅 - 千葉ニュータウン中央駅間 (4.0km) 開業[8][13]。住宅・都市整備公団2000形（後の9000形）電車営業運転開始。
  - 7月18日 - 第2期工事起工式。
- 1988年（昭和63年）4月1日 - 小室駅 - 千葉ニュータウン中央駅間 (4.0km) で北総開発鉄道が第2種鉄道事業者、住宅・都市整備公団が第3種鉄道事業者となる。北初富 - 千葉ニュータウン中央間 (12.7km) を併せて「北総・公団線」に改称。
- 1991年（平成3年）
  - 3月31日 - 北総・公団線（第2期）京成高砂駅 - 新鎌ヶ谷駅間（12.7km・第1種鉄道事業）開業[14][15]。同時に4者による相互直通運転開始[7]。7300形・7150形電車営業運転開始。
  - 8月7日 - 最高速度を95km/hに引上げ[7]。
- 1992年（平成4年）7月8日 - 新京成線に新鎌ヶ谷駅が開業[16]。新京成線との相互直通運転廃止[6]。同時に北初富駅 - 新鎌ヶ谷駅間(0.8km)廃止。
- 1993年（平成5年）4月1日 - ダイヤ改正により、急行を新設[17]。平日朝ラッシュ時間帯の上りに2本設定される[18]。
- 1995年（平成7年）4月1日 - 千葉ニュータウン中央 - 印西牧の原間（4.7km・第2種鉄道事業）開業[15][19]。下りの急行を新設し、3本設定される。住宅・都市整備公団9100形電車営業運転開始。
- 2000年（平成12年）
  - 7月22日 - 印西牧の原駅 - 印旛日本医大駅間（3.8km・第2種鉄道事業）開業[15]。印旛車両基地の供用開始に伴い西白井の検修施設を閉鎖。また、全列車の8両編成化を実施。
  - 10月14日 - ほくそうパッスルカードを導入し、首都圏共通乗車システムパスネットに参加。
- 2001年（平成13年）9月15日 - ダイヤ改正により、特急を新設[20]。平日朝ラッシュ時間帯の上り急行が全て特急に格上げ。印旛日本医大駅行きの終電を32分繰り下げ、印旛日本医大駅24:46着とする。
- 2004年（平成16年）7月1日 - 都市基盤整備公団保有区間の千葉ニュータウン鉄道への移管[15]に伴い、「公団」を外して「北総線」に改称[9][10]。
- 2006年（平成18年）2月20日 - 7500形電車営業運転開始。
- 2007年（平成19年）
  - 2月末 - 総利用者数5億人突破。
  - 3月18日 - PASMOを導入[21]。
  - 3月25日 - 7000形電車さよなら運転[21]。
- 2009年（平成21年）2月14日 - 急行・特急の東松戸駅停車および同駅の新設ホーム供用開始[22]。同年に京急に次いで2社目となる抑速信号現示を北総線の大半の信号機に設定。
- 2010年（平成22年）7月17日 - 京成成田空港線（成田スカイアクセス線）の開業に伴うダイヤ改正が行われ、北総線経由の列車種別として、京成電鉄のスカイライナー・アクセス特急が運行を開始[23][11]。駅ナンバリングを導入[24]。
- 2011年（平成23年）
  - 3月11日 - 東北地方太平洋沖地震（東日本大震災）が発生したため、都営地下鉄浅草線・京急線との相互直通運転およびスカイライナーの運転が休止。
  - 3月14日 東北地方太平洋沖地震による発電所の停止に伴う電力供給逼迫のため、東京電力が輪番停電（計画停電）を実施。これに伴い、この日からスカイライナーの運転が休止。
  - 3月 - 都営地下鉄浅草線との相互直通運転を再開。
  - 3月 - 京急線との相互直通運転を再開。
  - 3月16日 - スカイライナーの運転を再開。
- 2013年（平成25年）
  - 3月1日 - 千葉ニュータウン鉄道9200形電車営業運転開始。
  - 3月29日 - 千葉ニュータウン中央駅・新鎌ヶ谷駅・東松戸駅で公衆無線LANサービス「docomo Wi-Fi」が利用できるようになる。
- 2015年（平成27年）12月5日 - ダイヤ改正により、平日夜間および深夜時間帯に下りの特急を新設し、4本設定される[25]。
- 2017年（平成29年）
  - 3月20日 - 千葉ニュータウン鉄道9000形電車さよなら運転。
  - 3月21日 - 千葉ニュータウン鉄道9800形電車営業運転開始。
- 2019年（平成31年）3月9日 - 開業40周年で記念乗車券販売や特別ヘッドマーク付き電車の運転などを開始[26]。
- 2020年（令和2年）10月1日 - 平日に印旛日本医大6:55発、京成上野7:51着の「臨時ライナー」をAE形電車で運行開始（京成電鉄による運行）。特急券は500円で車内で発売。印旛日本医大駅・千葉ニュータウン中央駅は乗車のみ、青砥駅（青砥始発の浅草線方面に接続）・日暮里駅・京成上野駅は降車のみ。運行期間は当面の間[27]。2022年2月26日のダイヤ改正に伴い、同月28日より、印旛日本医大7:00発、京成上野7:46着に変更された。
- 2021年（令和3年）4月17日 - 空間波式デジタル列車無線の使用を開始[注釈 4][28]。
- 2022年（令和4年）11月26日 - ダイヤ改正により急行が廃止[29]。スカイライナーの一部が新鎌ヶ谷駅に停車（青砥駅停車便からの追加停車）。
- 2023年（令和5年）4月22日 - 列車無線を空間波式デジタルに移行完了[30]。
- 2024年（令和6年）2月16日 - タブレット端末による車内自動放送を導入[31]。

## 運行形態
早朝・深夜の出入庫列車を除いて多くの列車が京成高砂駅から京成電鉄本線・押上線・都営地下鉄浅草線・京浜急行電鉄本線・空港線を経由して相互直通運転を実施する。特に日中は北総線系統・成田スカイアクセス線系統（便宜上本項に含める）ともに京急空港線羽田空港第1・第2ターミナル駅発着が主体（京急線内は前者が特急、後者がエアポート快特）である。
北総線の駅を始発・終着とする優等列車は現在も平日の朝夕のみの運行であるが、成田スカイアクセス線の開業後は、北総線を走行する優等列車が終日に渡って運行されるようになった。
共用区間を成田スカイアクセス線の列車として京成乗務員が運転する場合は京成側の運転規定が適用され、北総線の列車として北総鉄道の乗務員が運転する場合は北総鉄道側の運転規定が適用される。そのため、北総線の各駅端部には京成乗務員向けの駅間最高速度標識など、京成の運転規定上必要な標識が設置されている。

### 列車種別

#### 北総線系統
北総線の列車は普通列車（各駅停車）が主体であるが、平日に限り特急が運転されている。急行も運転されていたが、2022年11月26日のダイヤ改正で廃止された。
特急
平日の朝上り・夜下りに設定されている。
2024年11月23日ダイヤでは以下のパターンが運転される。（いずれも印旛日本医大駅発着）
- 都営浅草線西馬込駅発着
  - 平日朝ラッシュ上りは5本、平日夜下りは1本運転される。
  - 京成線内は特急で運転、都営浅草線内は各駅に停車する。

- 京急線直通
  - 平日夜下りに三崎口始発が1本運転される。
  - 下り三崎口発印旛日本医大行きは京急線・都営浅草線・京成線内で特急として運転される。

普通
現行ダイヤでは以下の運行パターンがある。
- 京成押上線・都営浅草線・京急本線・京急空港線直通
  - 羽田空港第1・第2ターミナル駅まで直通する系統で、運行の主体であり、昼間は全てこの系統となる。
  - 京急線内は快特・特急・急行で運転、都営浅草線内は各駅に停車。京成線内は大半の列車が普通で運転されているが、早朝上りの一部列車は京成線内を特急として運転している。

- 京成押上線・都営浅草線・京急本線直通（上記以外）
  - 最遠で三崎口駅発着であるが、一部、三浦海岸駅、京急久里浜駅、金沢文庫駅、品川駅の各駅を終着とする列車が存在するほか、京急久里浜駅、神奈川新町駅を始発とする列車も存在する。
  - 京急線内は快特・特急で、都営浅草線・京成線内は普通で運転されている。
  - 現在、北総鉄道の車両は全て京急蒲田駅から空港線に入るため、異常時の運用変更以外は多摩川を渡って神奈川県に入ることはない。

- 京成押上線・都営浅草線直通（上記以外）
  - ラッシュ時の京急本線の線路容量の都合上、一部の列車が西馬込駅発着で運転されている。また、平日・土休日とも深夜に1本、泉岳寺行きが設定されている。

- 京成押上線直通（上記以外）
  - 一部、押上駅 - 印西牧の原駅・印旛日本医大駅発着の列車の運転がある。

- 北総線内完結
  - 出入庫で印西牧の原駅 - 印旛日本医大駅間のみ運転する列車がある。印西牧の原駅 - 印旛日本医大駅間の列車は印西市内の1駅間の運転である（印西牧の原駅到着後下りは印旛日本医大行き、上りは都心方面に接続している列車が一部ある）。
  - 朝と夕方以降に矢切駅・新鎌ヶ谷駅 - 印西牧の原駅・印旛日本医大駅間の区間列車が設定されている。また、初終電は矢切駅 - 印旛日本医大駅間の運転となる。

京急では2012年までの毎年1月3日に箱根駅伝復路開催（京急蒲田空港線第一踏切をランナーが通過する）に伴う臨時ダイヤが編成されていたため、当日当該時間帯は列車を京急蒲田駅で運転を打ち切り、神奈川新町駅まで回送された。
1999年の白紙ダイヤ改正までは、北総開発鉄道の車両が新逗子駅（現:逗子・葉山駅）まで運転されていた時期もあった。また、2012年の改正までは、日中に運行される列車の3分の1程度は印西牧の原駅折り返しとなっていた。
2010年7月17日のダイヤ改正以降は、普通列車が線路を共用する成田スカイアクセス線のアクセス特急およびスカイライナーの待避を行うようになった。

##### 廃止された種別
急行
1993年4月1日のダイヤ改正で設定され、2022年11月26日のダイヤ改正で廃止された。廃止前ダイヤ時点で平日夕ラッシュ時に下り2本のみ運転されていた。かつては上りの急行も設定されていたが、下り急行が廃止される前に廃止されている。停車駅は京成高砂駅、新柴又駅、矢切駅、東松戸駅、新鎌ヶ谷駅と新鎌ヶ谷駅から印旛日本医大駅の各駅であった。
2本とも印旛日本医大行きとして運転され、それぞれ都営浅草線西馬込駅発・京急線京急久里浜駅発（京急線内は特急運転）であった。都営線内・京成線内は普通で運転された。
2015年12月7日のダイヤ改正以前は、都営線・京成線内では快速として運転されていた（2010年以前は両線でも急行扱いだった）ほか、羽田空港発の列車もあった。

#### 成田スカイアクセス線系統

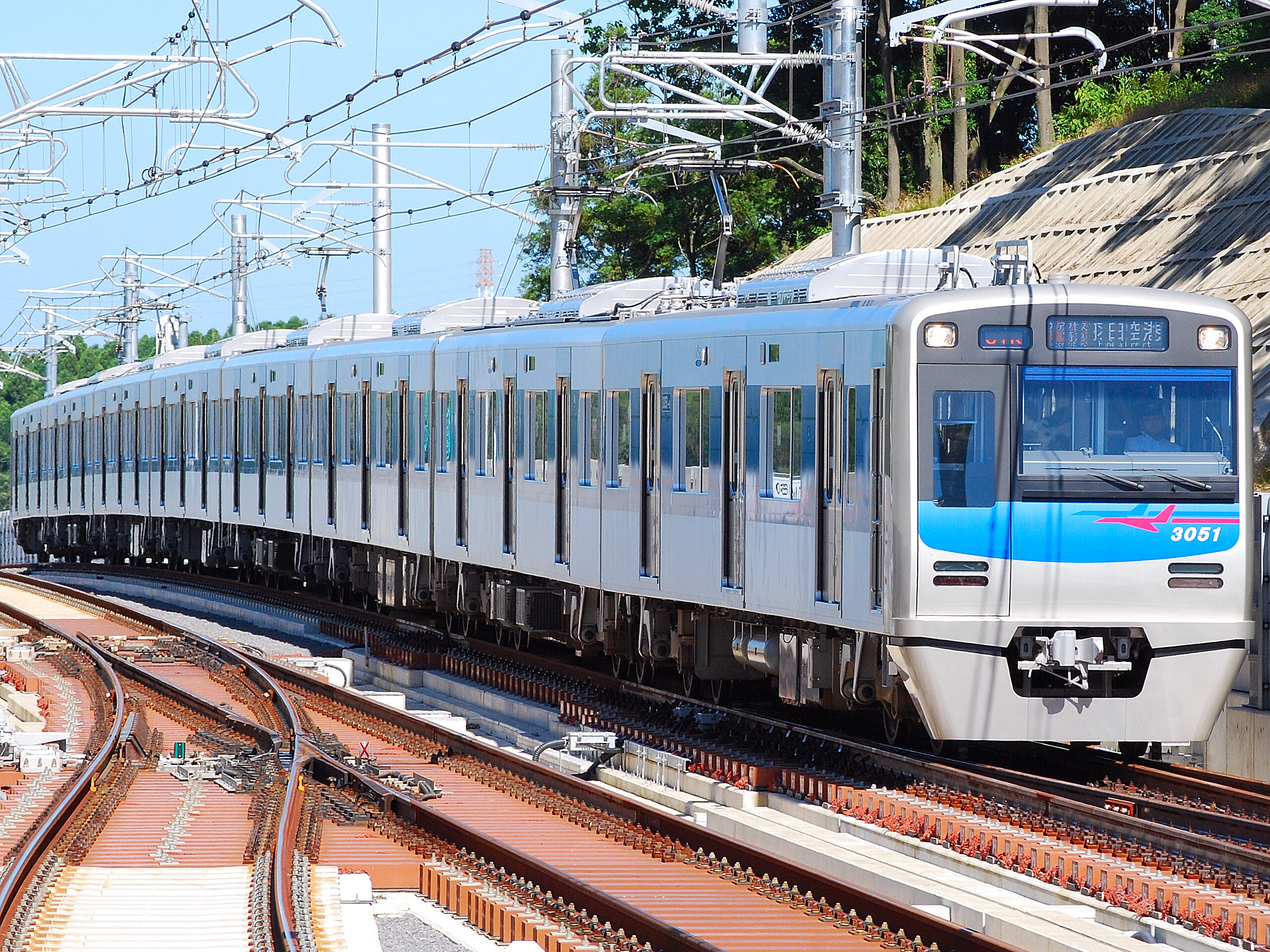
成田スカイアクセス線のアクセス特急（成田湯川駅）

北総線系統とは別に、線路を共用する京成成田空港線（成田スカイアクセス線）の列車種別として、スカイライナー（京成上野駅 - 成田空港駅間）およびアクセス特急（主に羽田空港駅 - 成田空港駅間）がほぼ終日にわたって運転されている。なお、北総線との共用区間内においては乗車列車の指定はなされておらず、北総線内のみの利用に際して成田スカイアクセス線の列車を利用することも可能である（逆も可）。このため北総線と成田スカイアクセス線は列車種別を揃えるなど共通化した取り扱いもなされている。

### 運転パターン
一般列車は北総線系統と成田スカイアクセス線系統と合わせて40分周期のパターンで構成されている。
- 普通（通過待ちなし、一部はスカイライナー通過待ち合わせ・緩急接続）
- 普通（新鎌ヶ谷駅または東松戸駅でアクセス特急待ち合わせ）
- アクセス特急（一部はスカイライナー通過待ち合わせ）

### 臨時列車
ラーバン・コスモス号（1998年10月）
千葉ニュータウンで開催された「ラーバンフェスタ」のアクセス列車として、矢切駅 - 印西牧の原駅間で運行。側面にコスモスのラッピング装飾がされた9100形が使用され、車内ではメキシコの民族音楽の実演が行われた。なおラーバンとは、田舎 (rural) と都会 (urban) を併せた和製英語である。
都営フェスタ号（2008年11月）
都営地下鉄馬込車両検修場で開催された「都営フェスタ'08」のイベントの一環として、印西牧の原駅→西馬込駅にて運行。京成3500形3592編成4両編成で運行。
ほくそう春まつり号（2009年3月以降のまつり開催日)
2009年に北総鉄道の開業30周年を記念して特別に運転され、その後もほくそう春まつり・秋まつり開催日に運転されている。
詳細は「ほくそう春まつり#直通臨時列車」を参照

## 車両

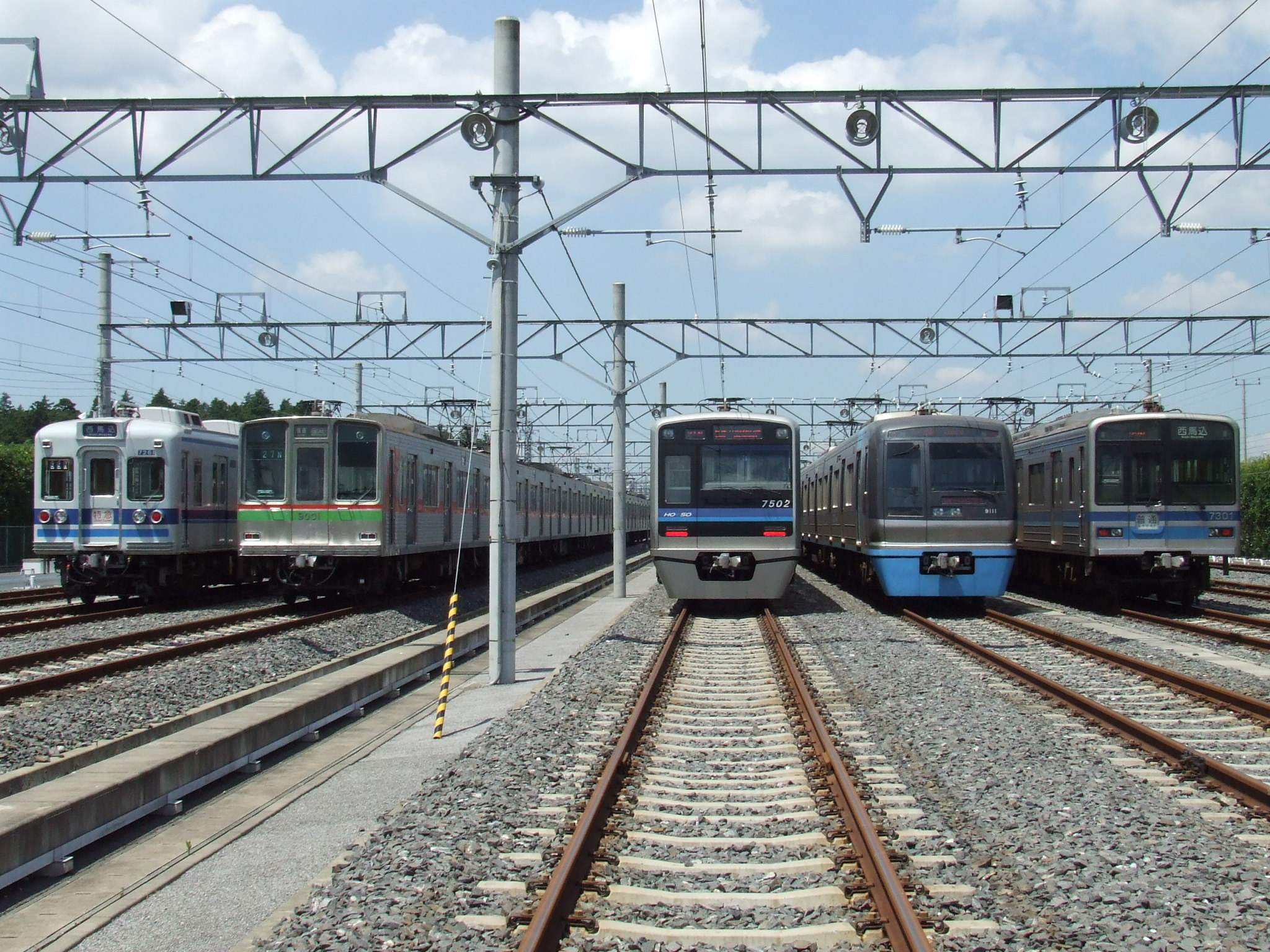
左から7260形・9000形・7500形・9100形・7300形7308編成

自社車両（千葉ニュータウン鉄道含む）をはじめ、直通運転先である京成電鉄・都営地下鉄浅草線・京浜急行電鉄の各事業者の車両が乗り入れて運行される。
2023年3月時点で北総鉄道の営業列車として運行されている車両とかつて運行されていた車両は次の通り（自社所有車・リース車以外も含む）。
◯の車両は成田スカイアクセス線でも運行される。
▲の車両は成田スカイアクセス線では緊急時の代走や臨時・団体列車のみ運行される。

### 運行中の車両

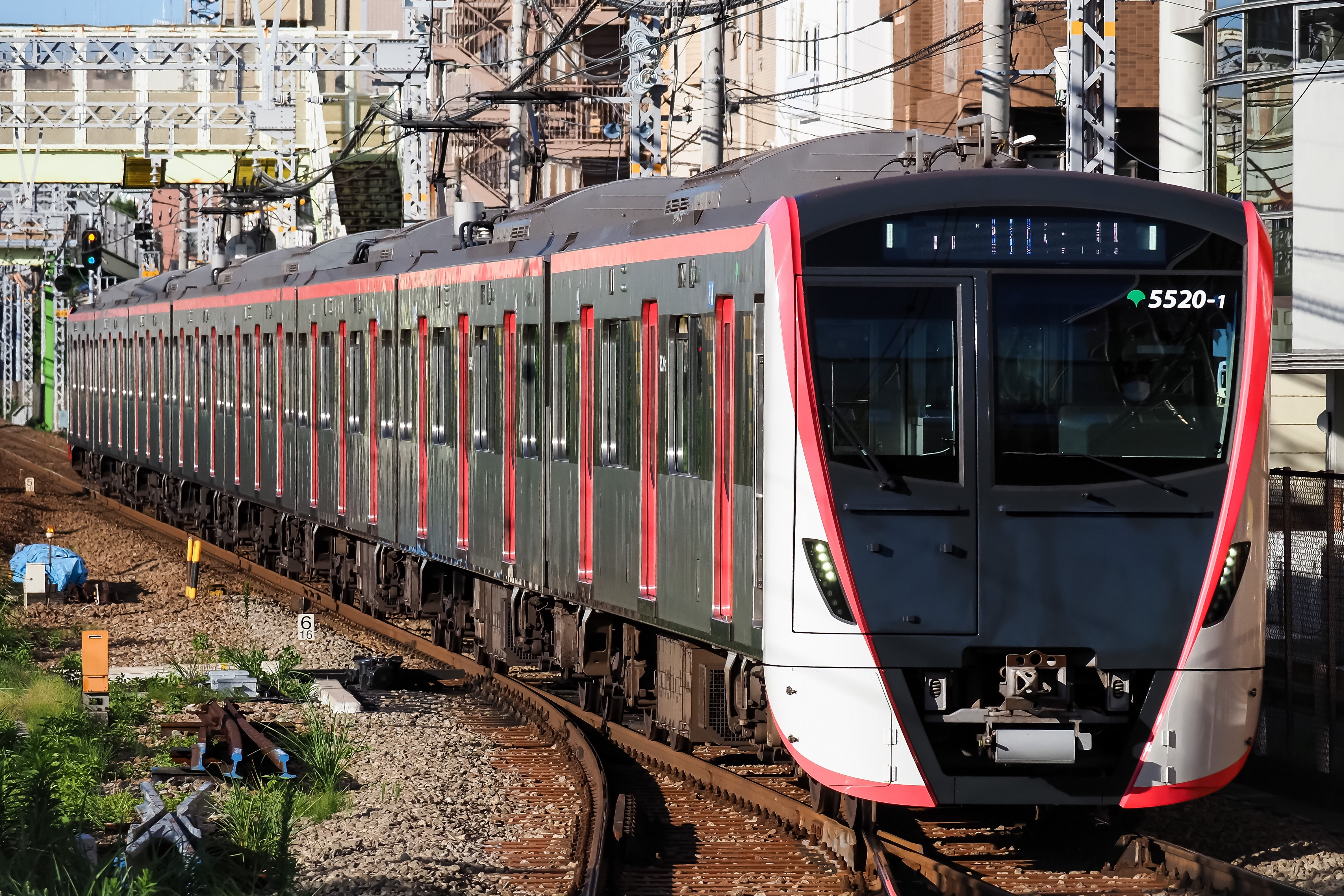
5500形

通常は8両編成のみの使用
自社保有車両

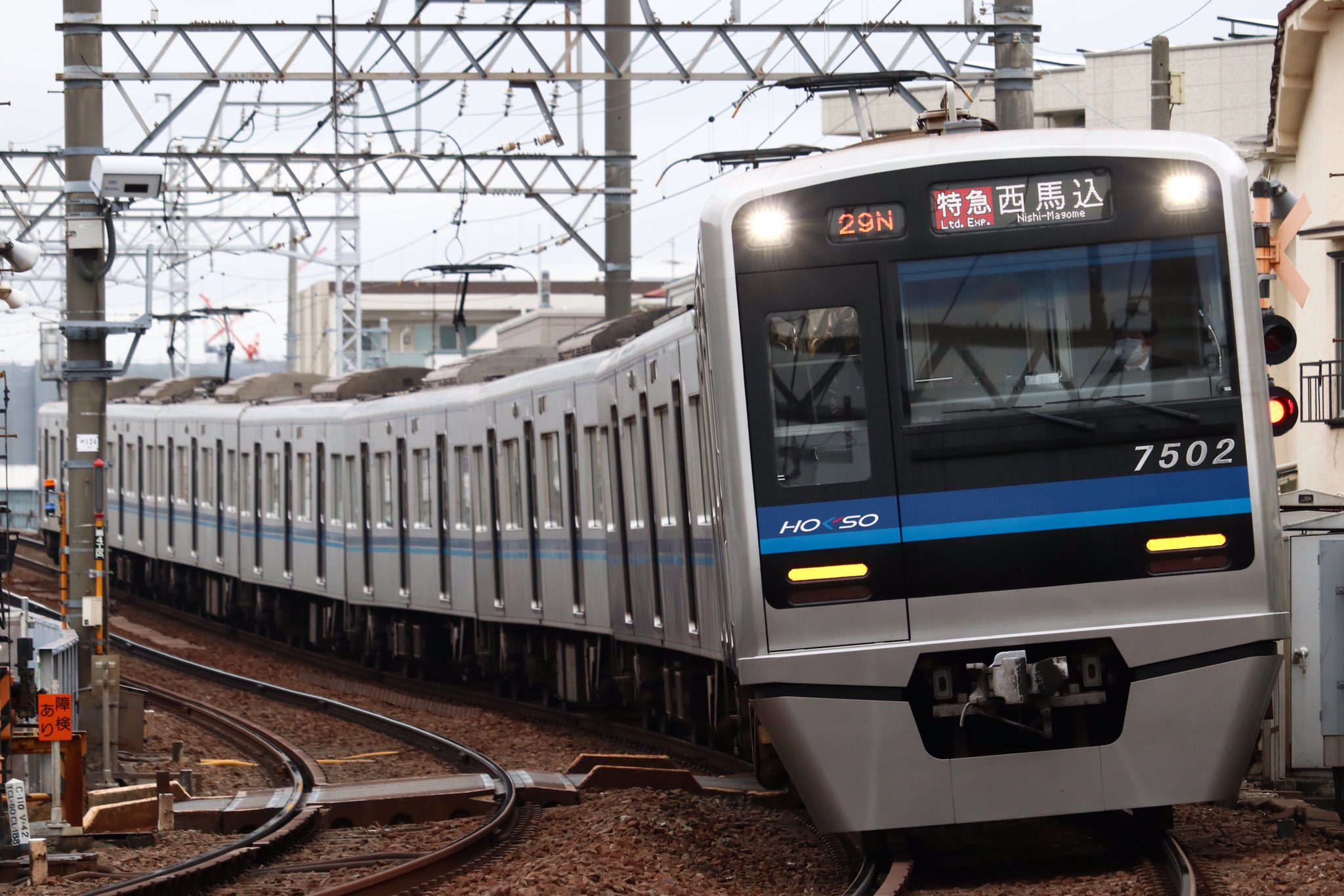
7500形
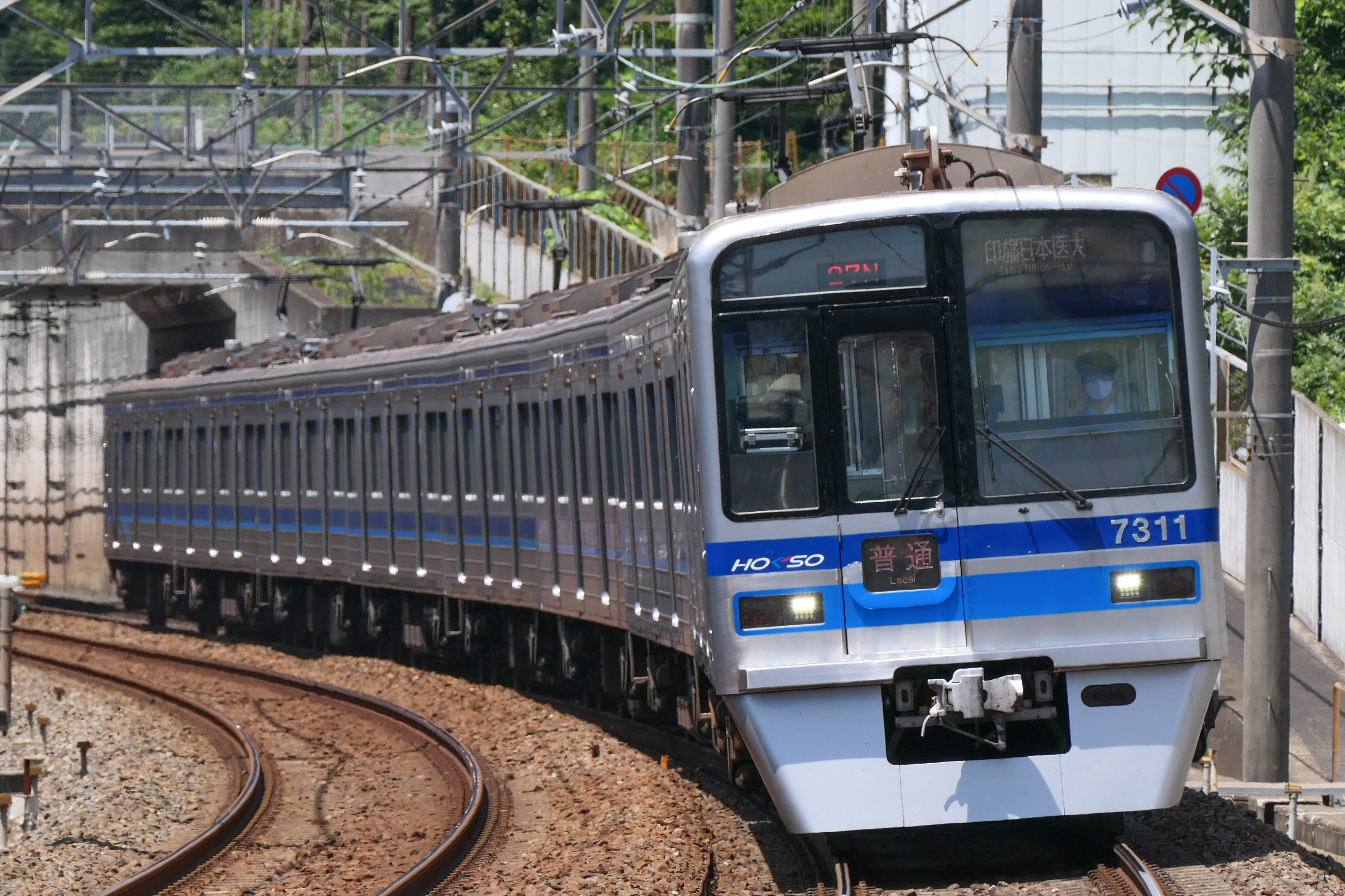
7300形・7800形
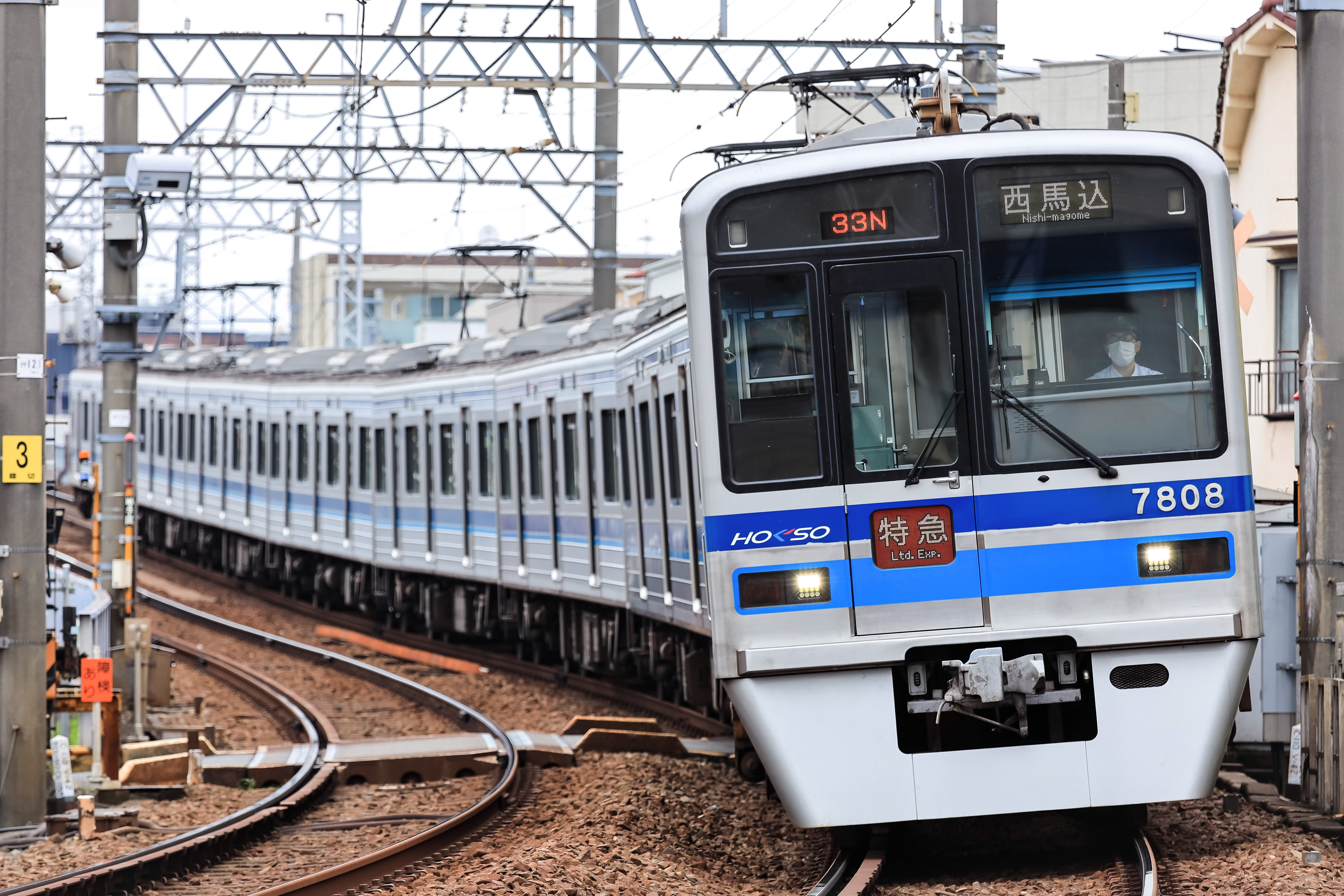
7800形

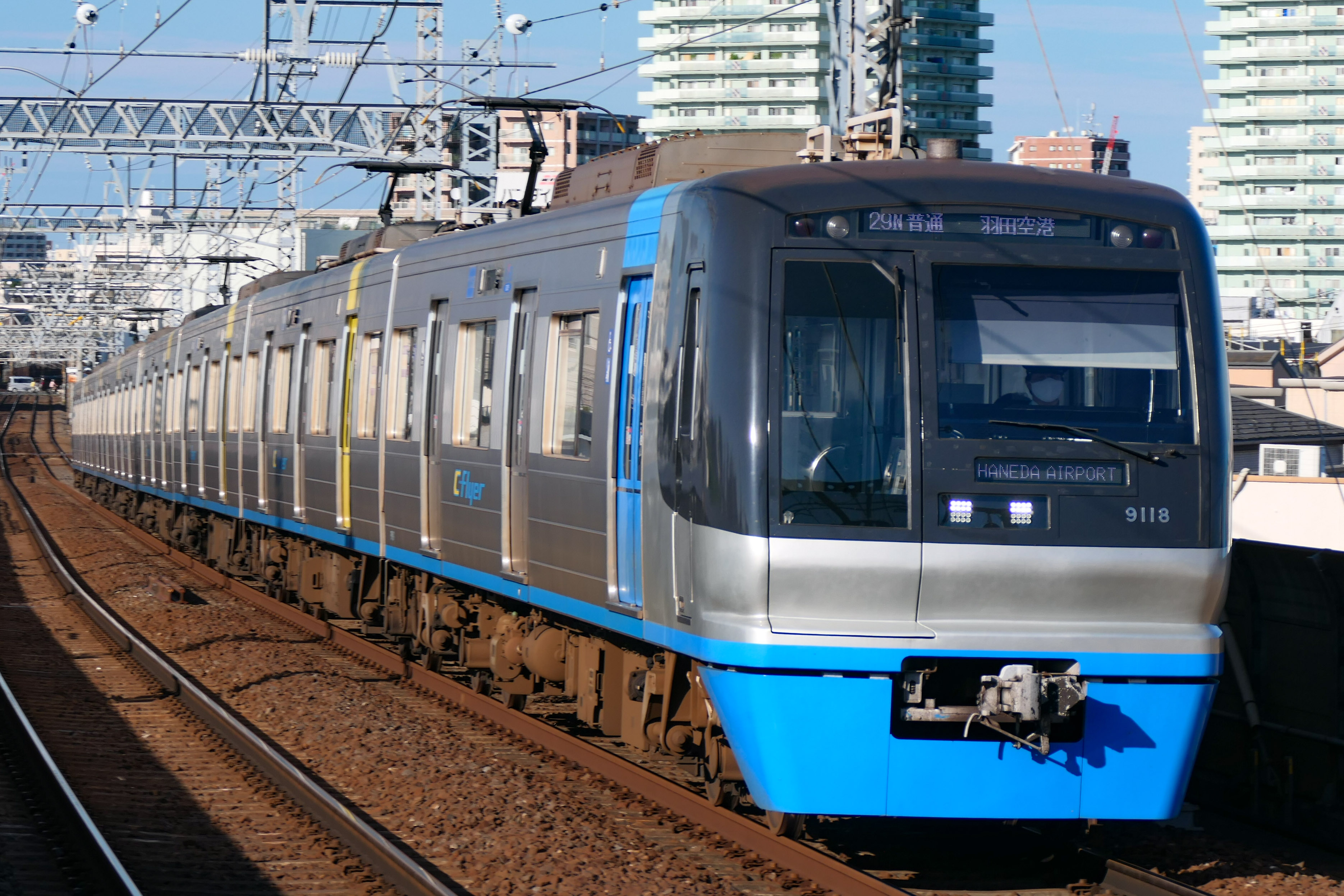
7500形
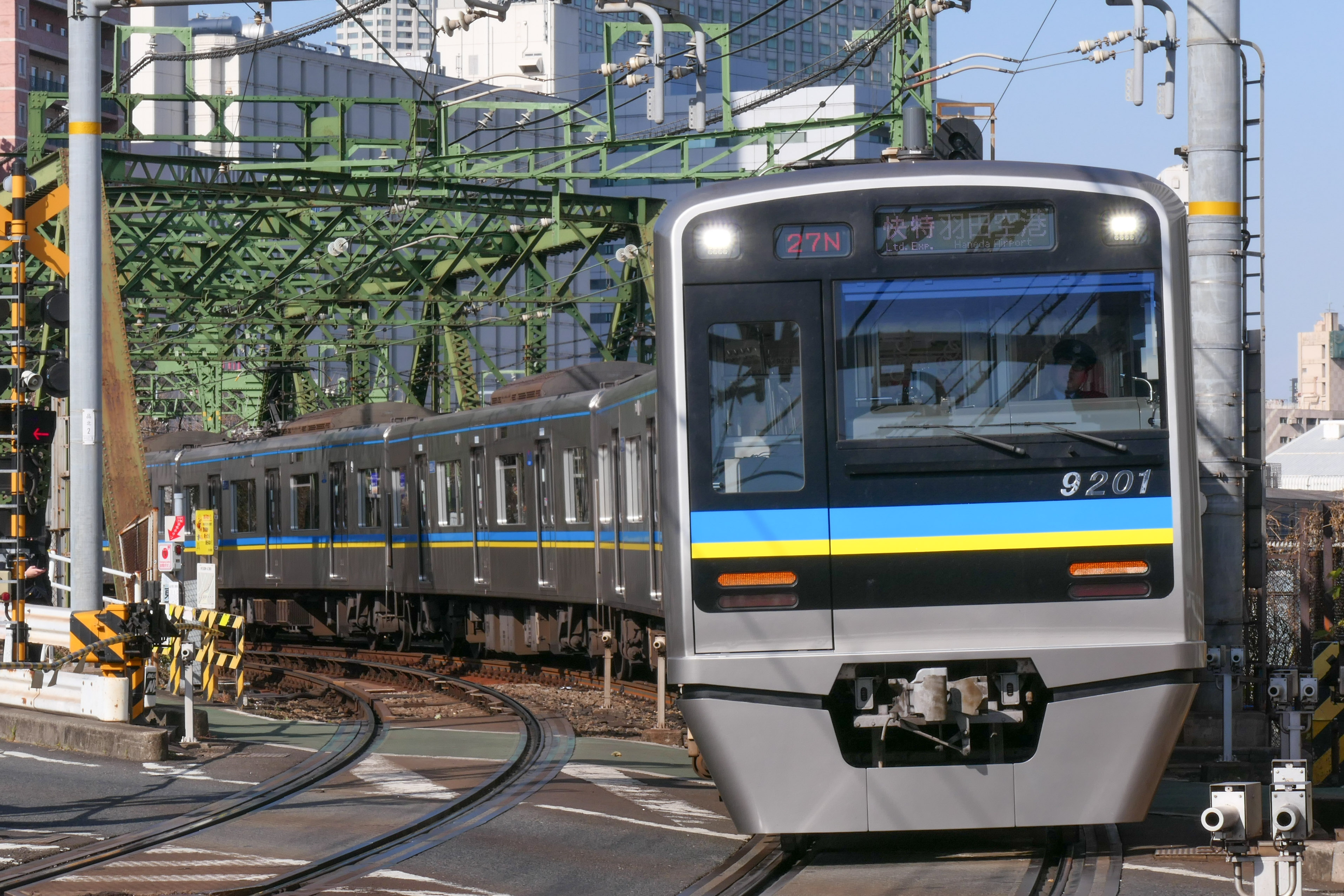
7300形
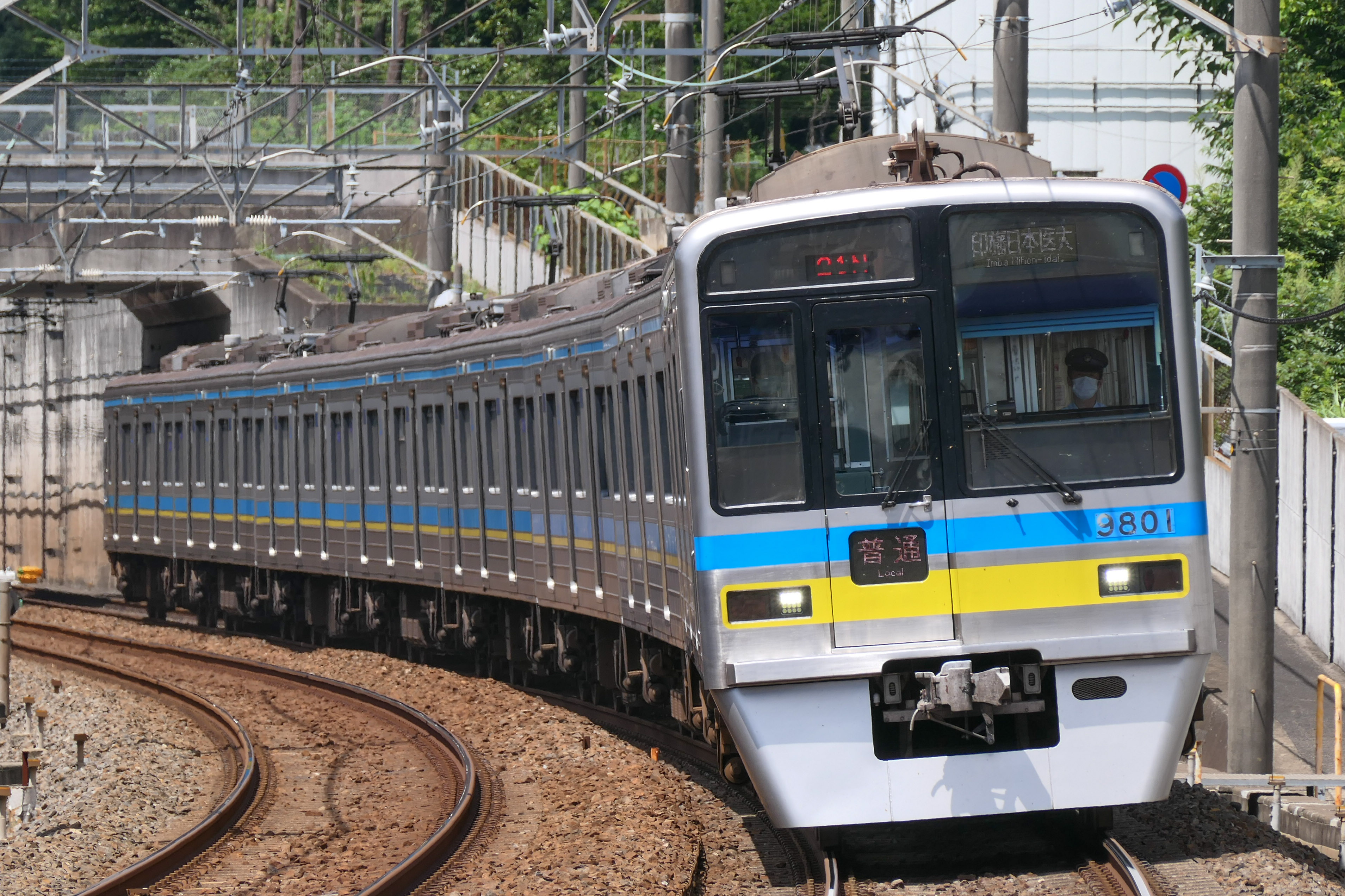
7800形

千葉ニュータウン鉄道所有車両
- 9100形
- 9200形
- 9800形

- 9100形
- 9200形
- 9800形

京成電鉄所有車両
- ◯3000形・3050形
- ◯3100形（2代）
- ▲3400形
- ◯3700形
- ◯AE形

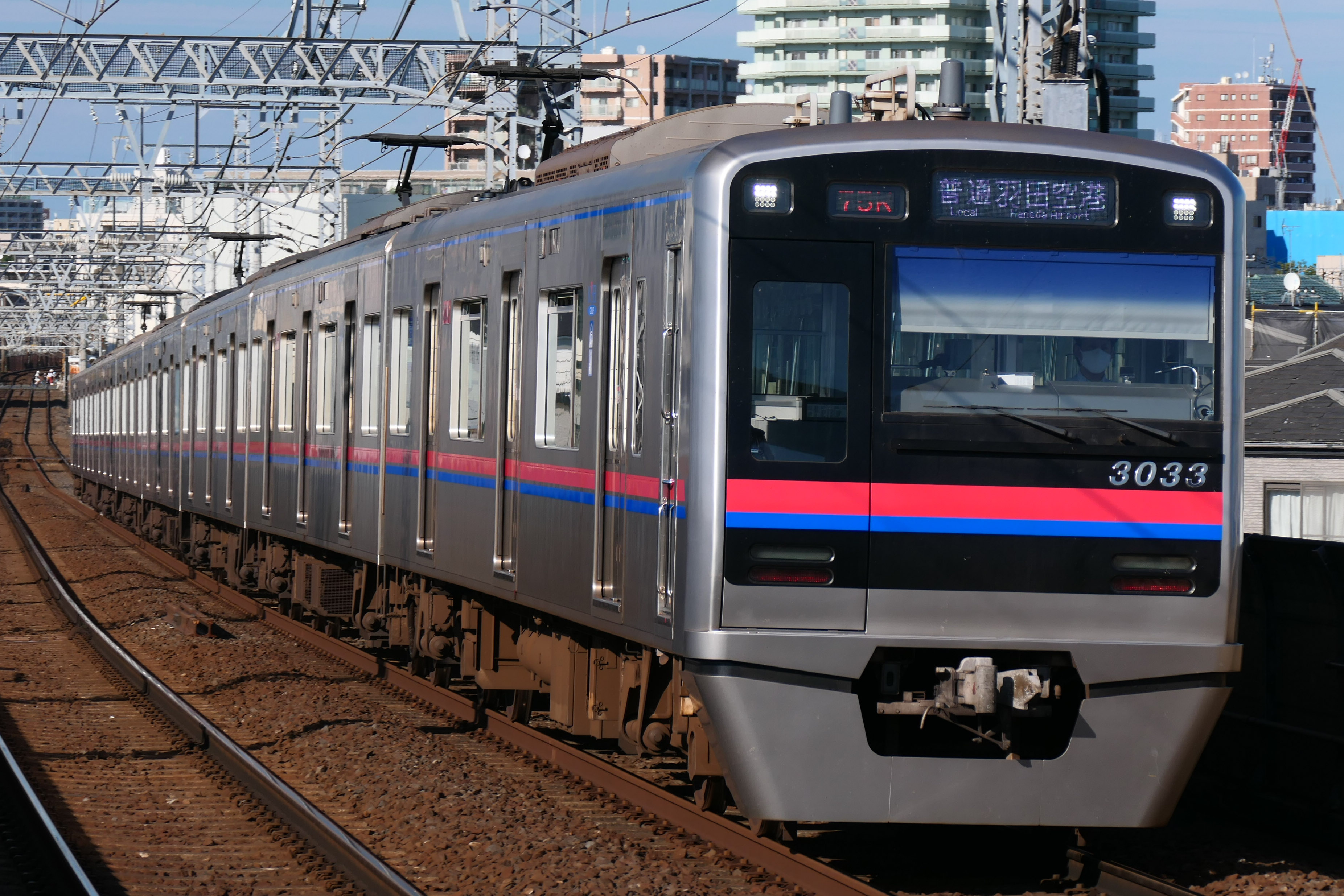
3000形
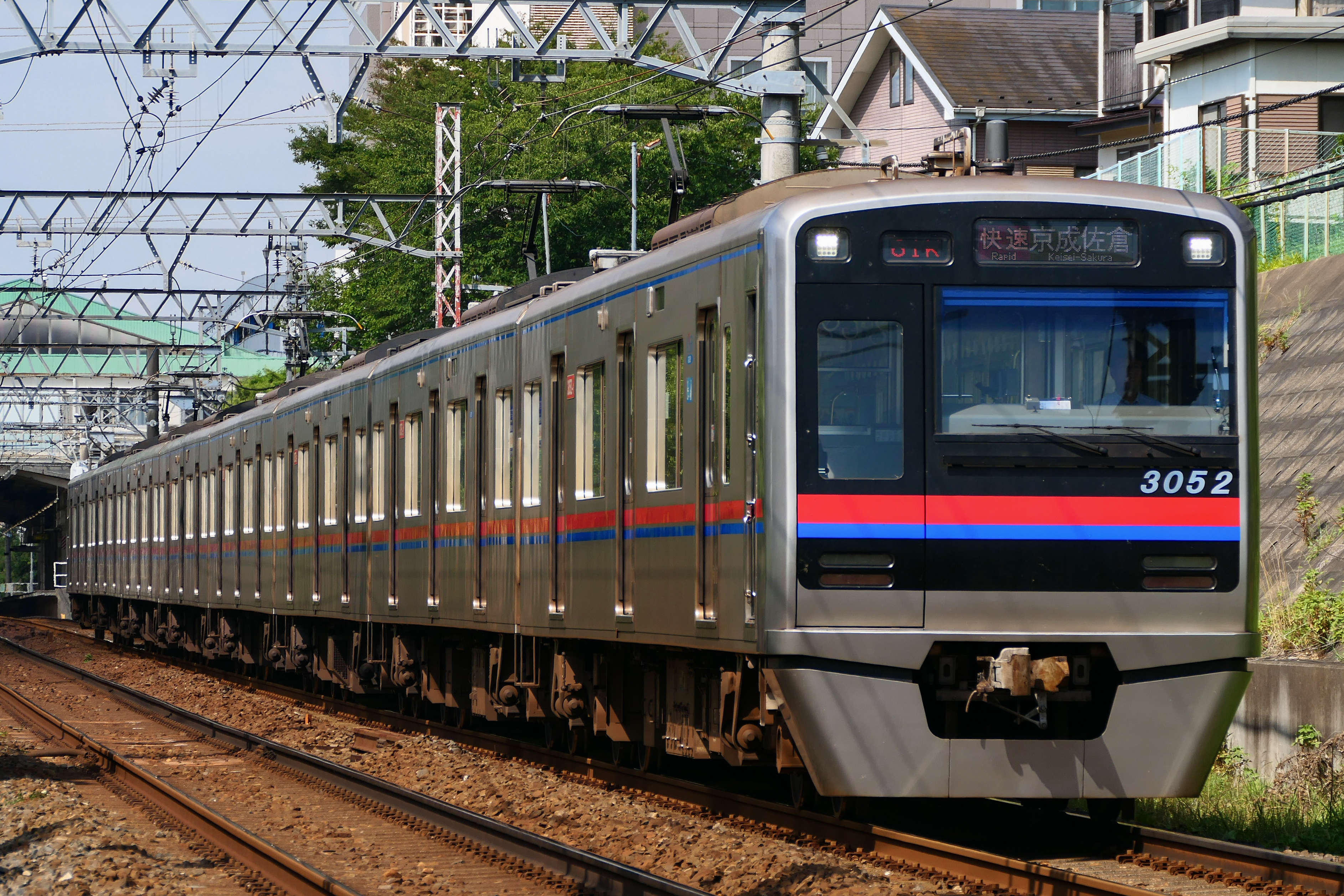
3050形
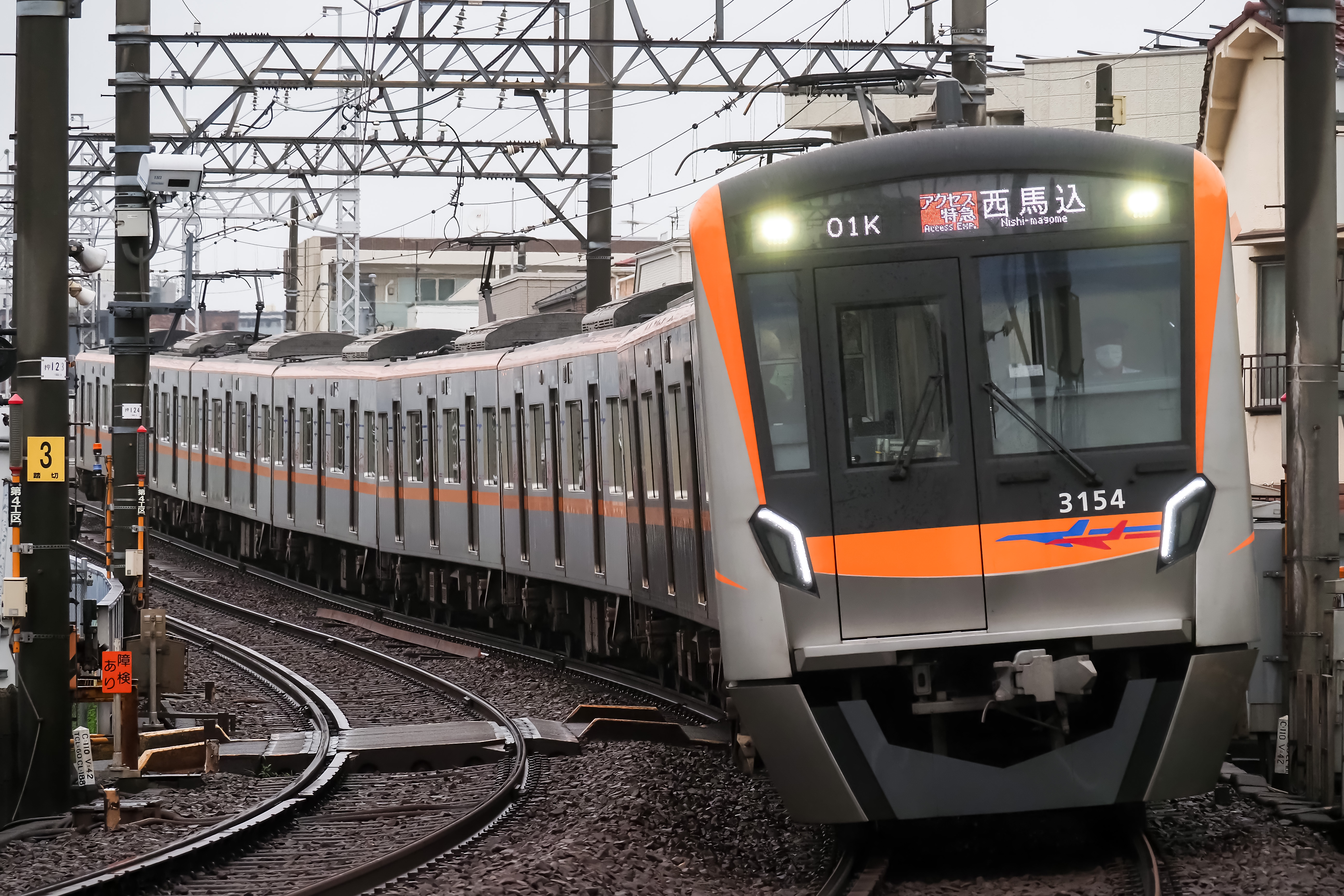
3100形
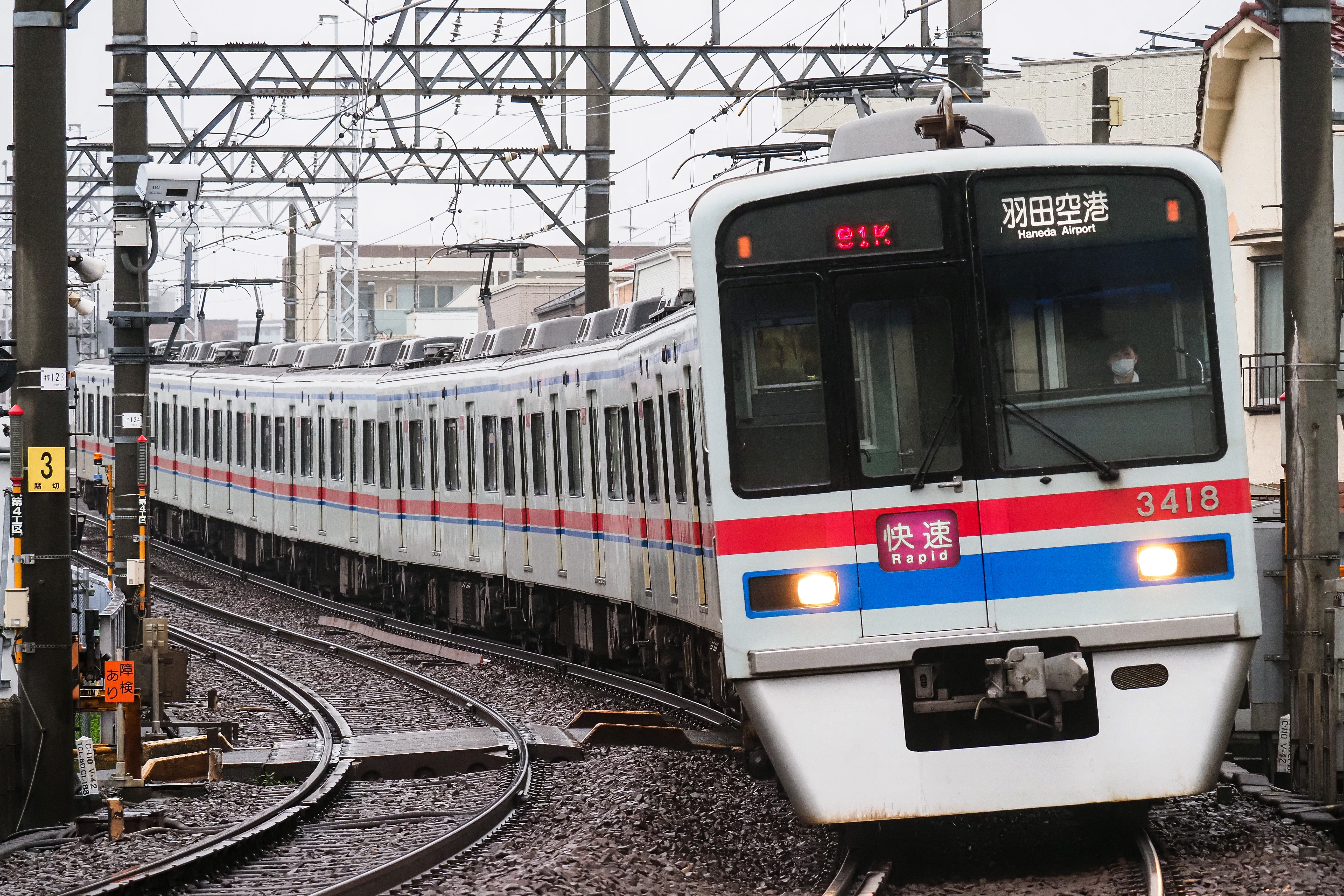
3400形
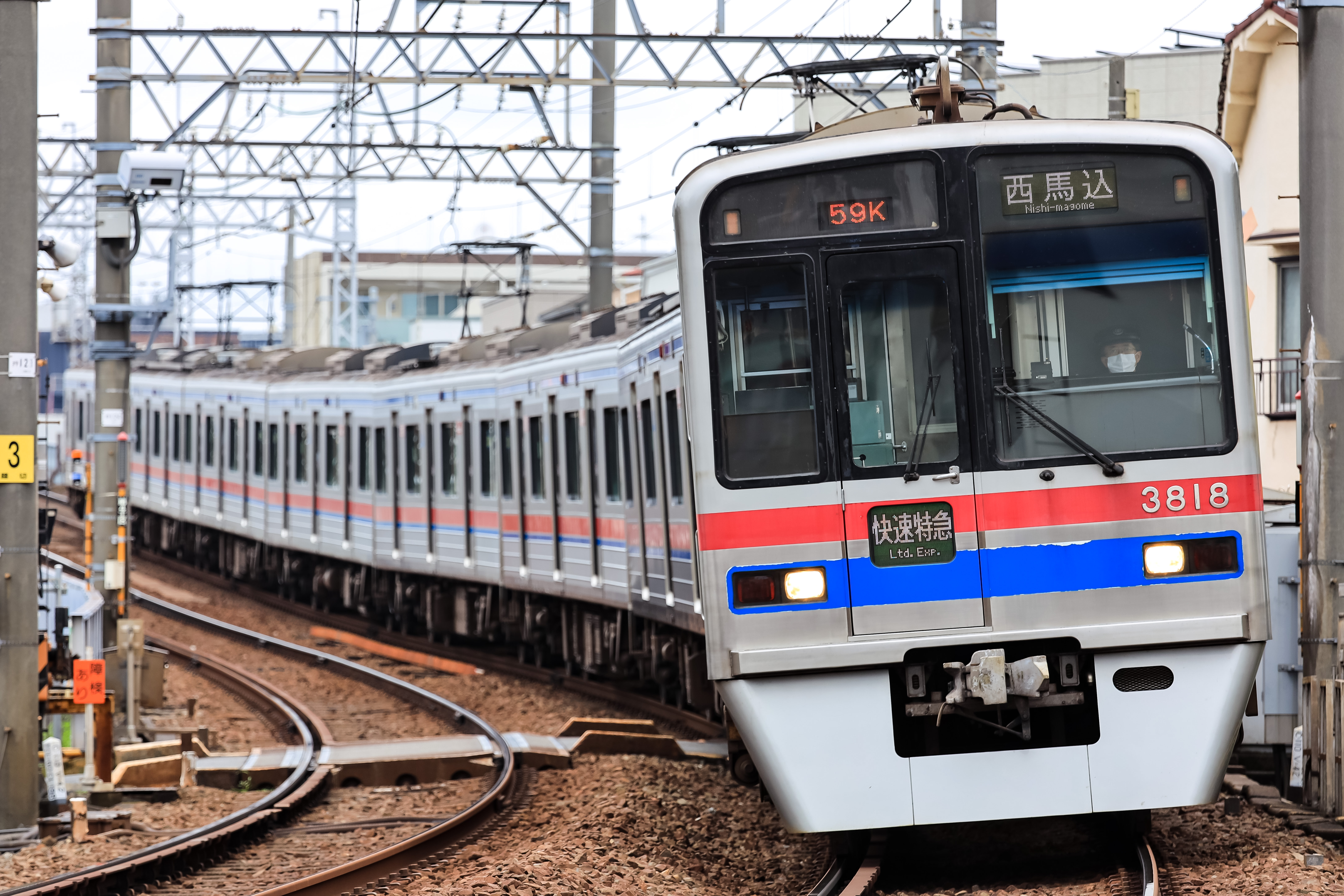
3700形
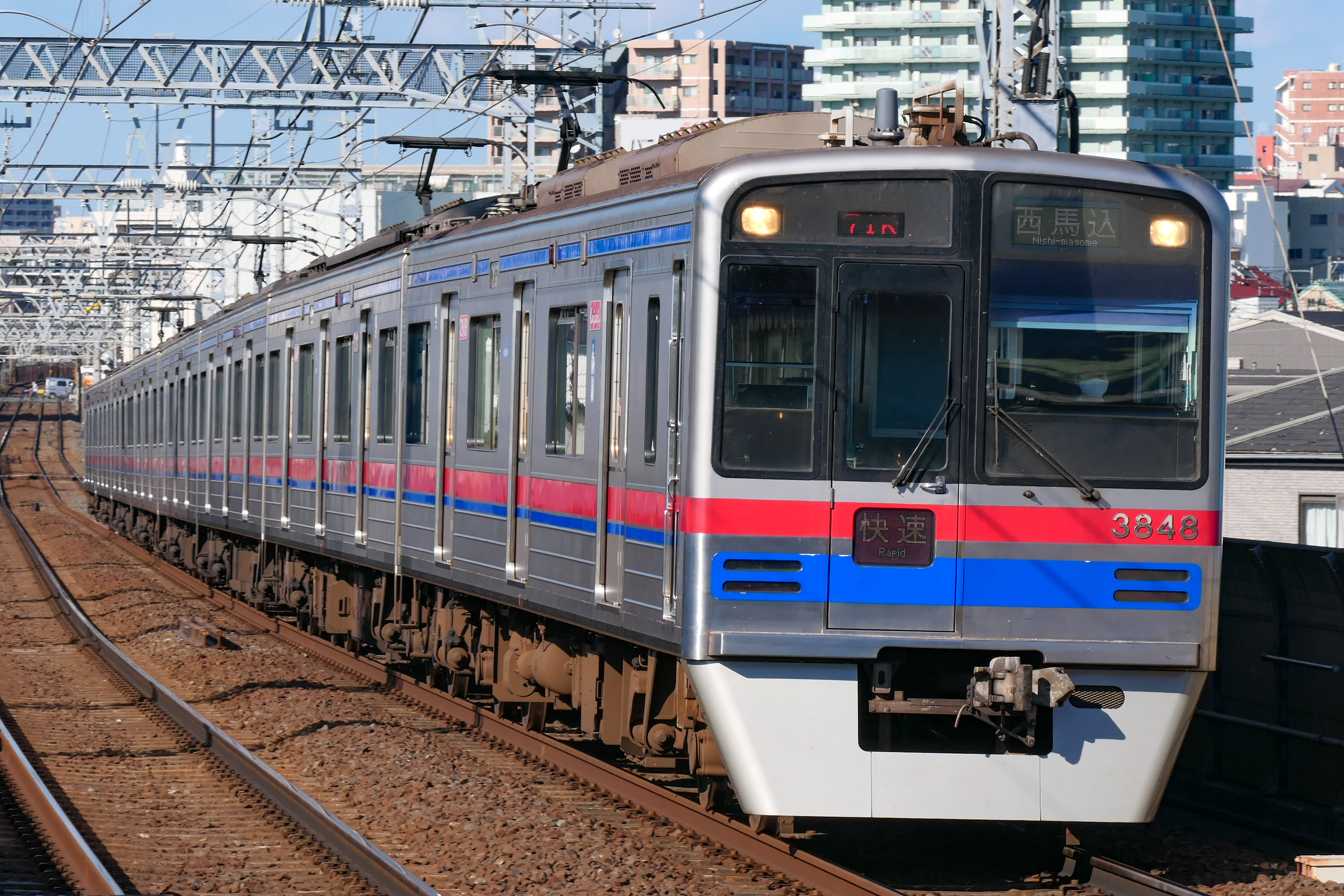
3700形（7次車）
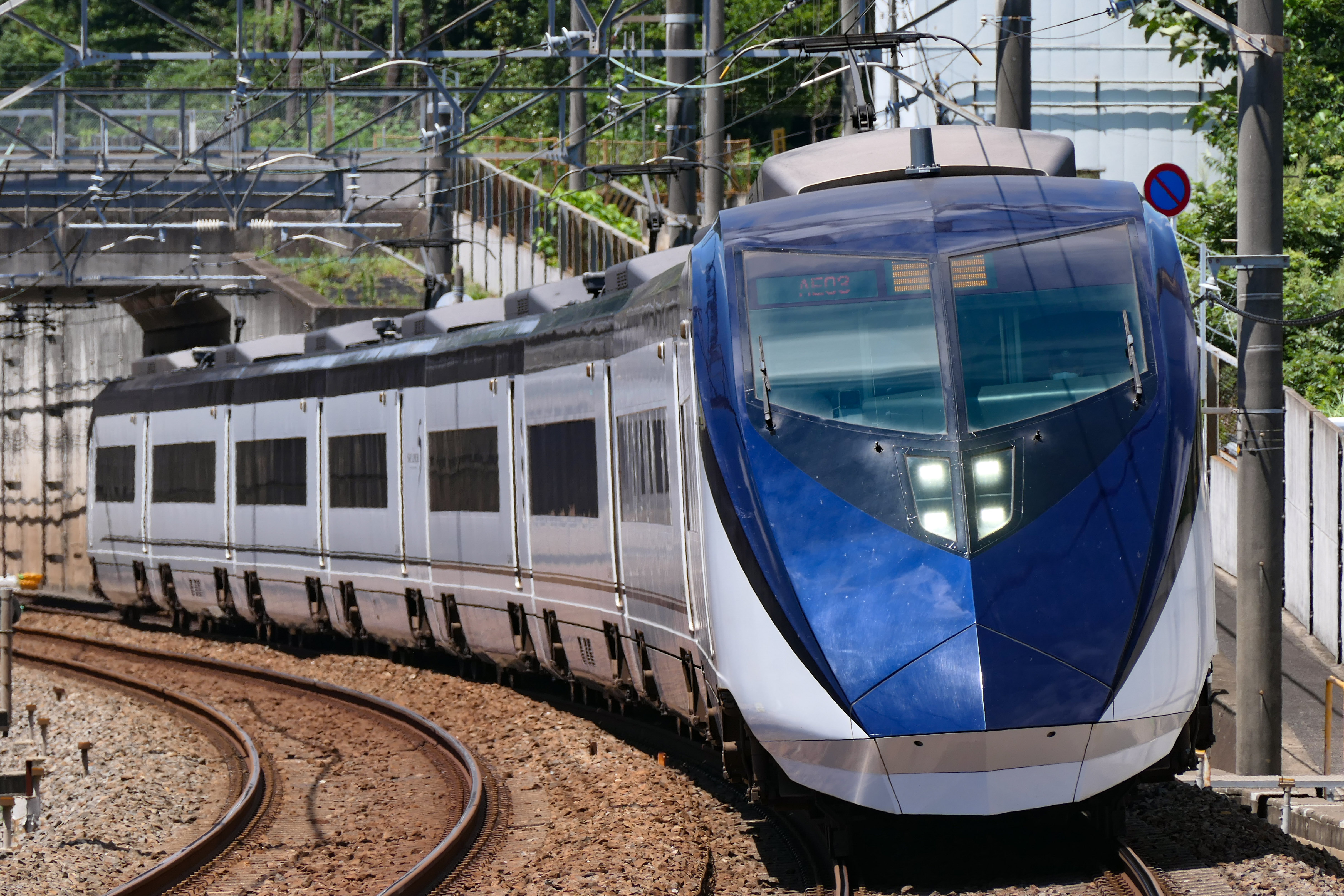
AE形

京浜急行電鉄所有車両
- ◯600形
- △1000形アルミ車
- ◯1000形ステンレス車10次車以降
- ○1500形（成田スカイアクセス線では2019年12月より正式使用）

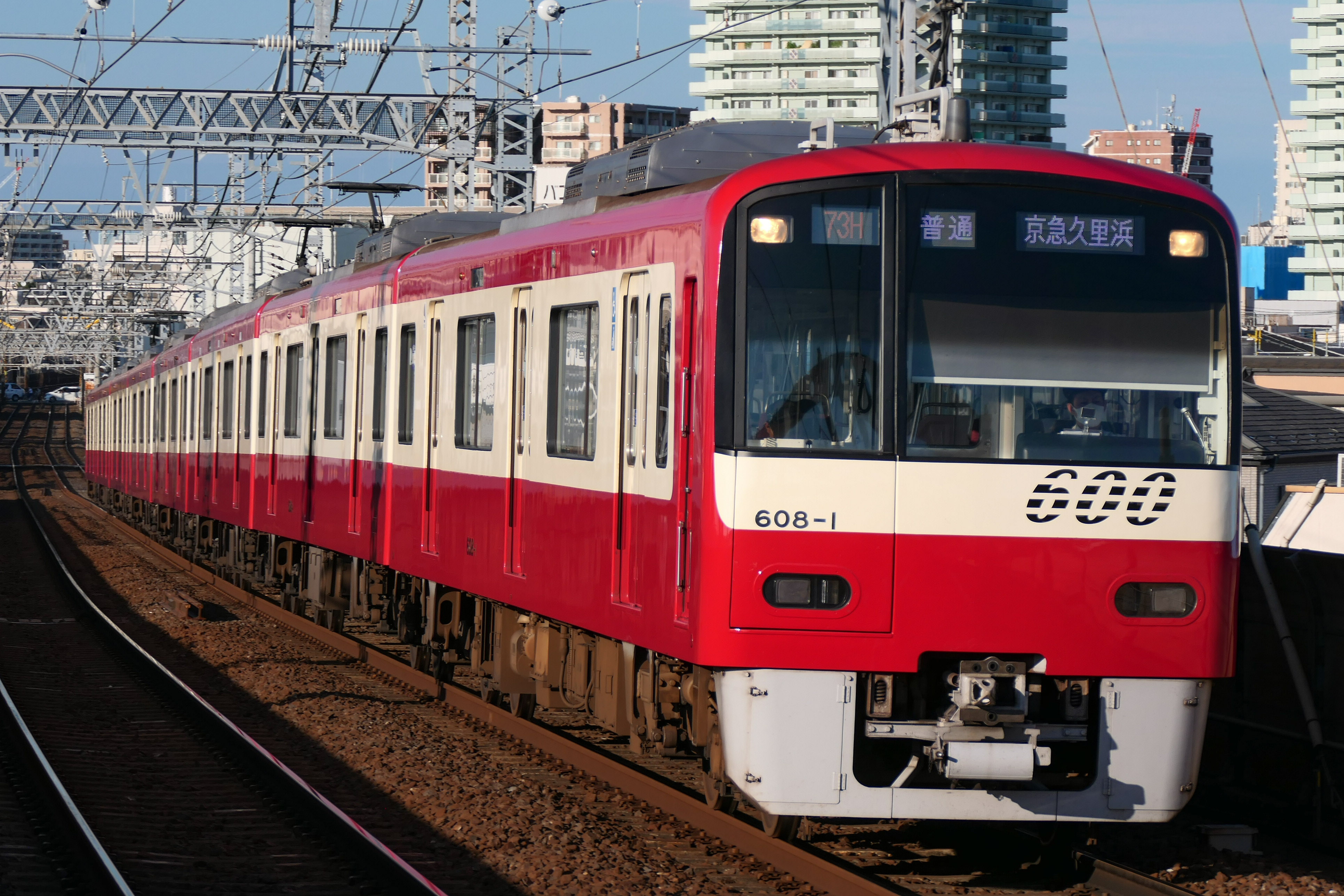
600形
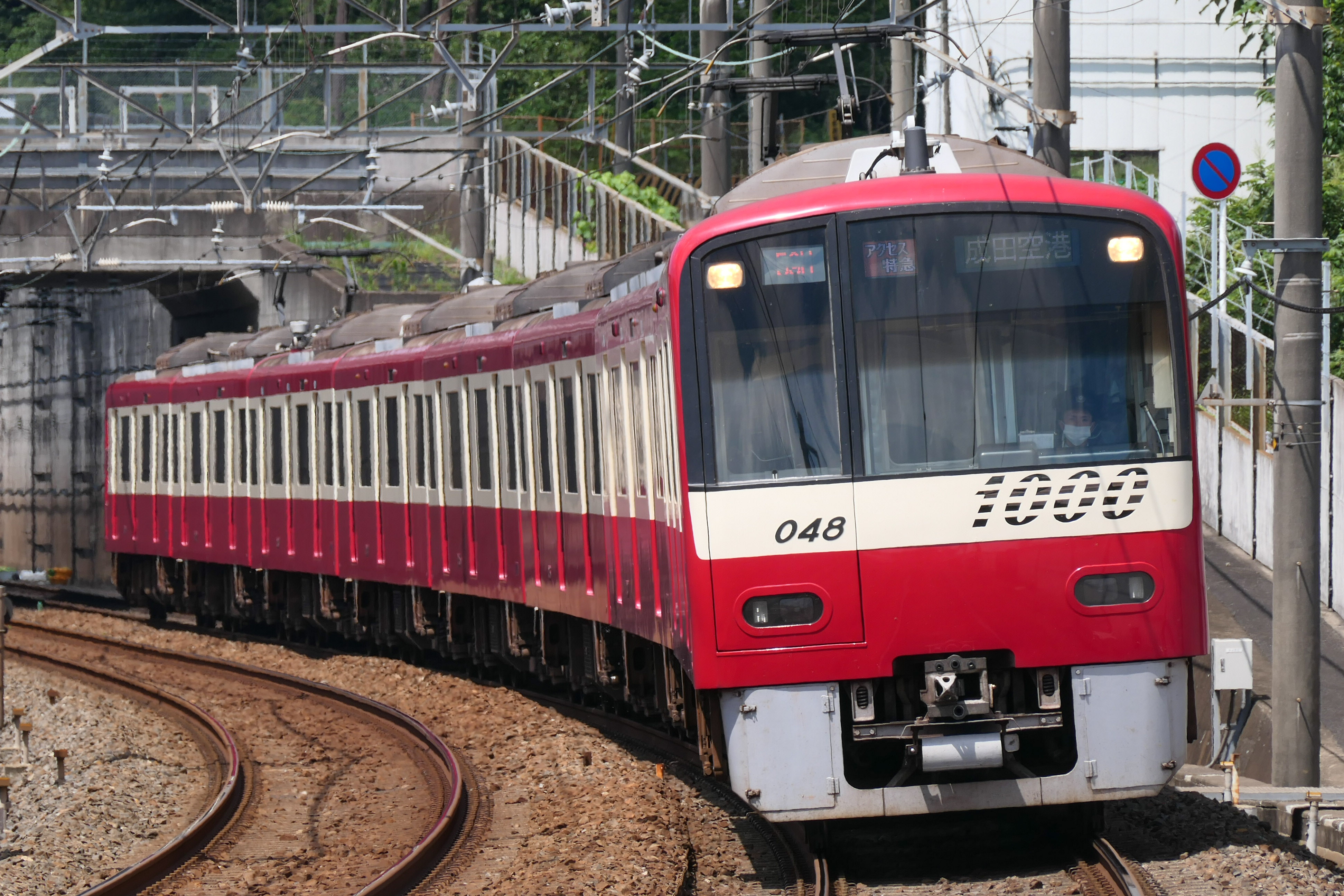
1000形アルミ車
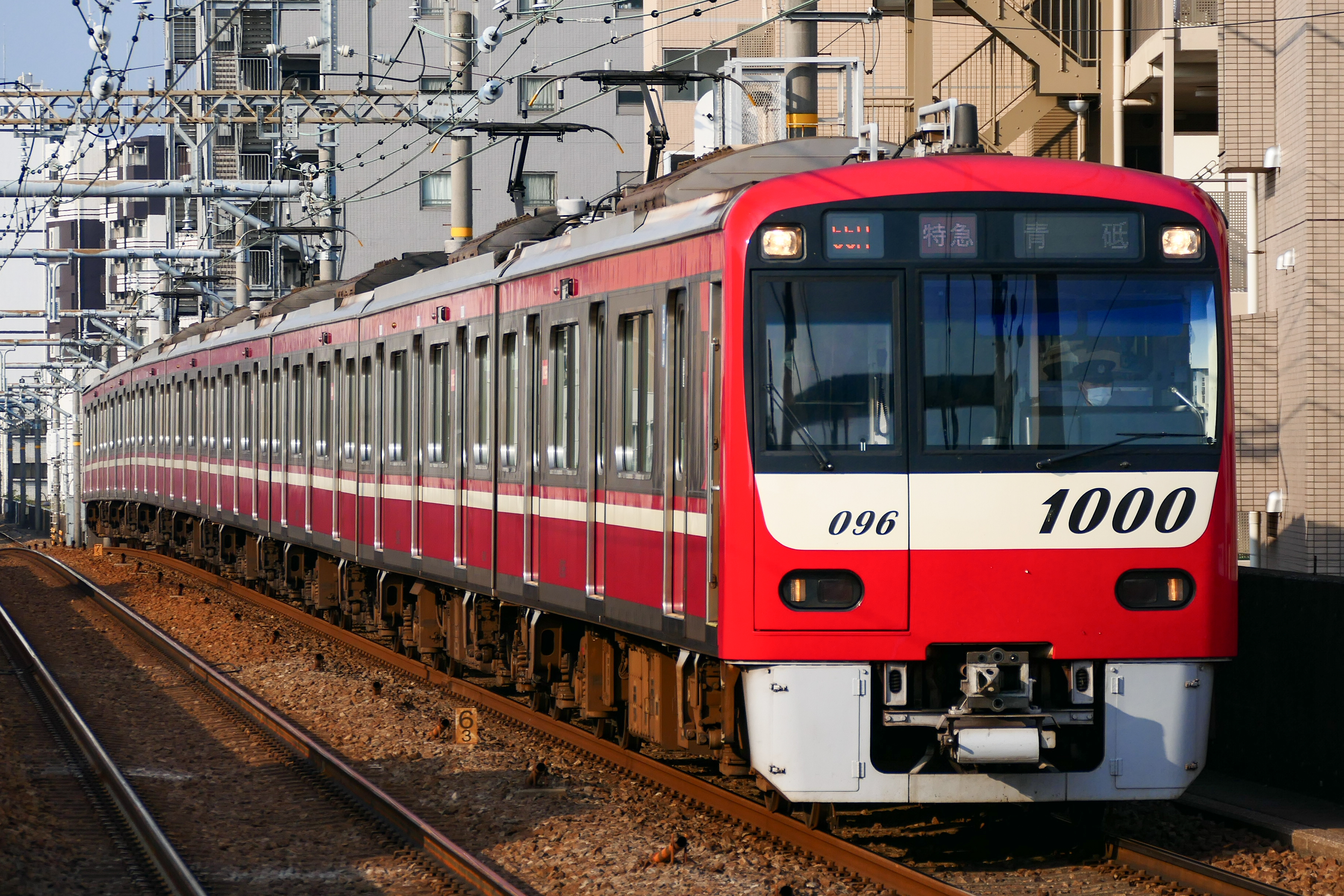
1000形ステンレス無塗装車
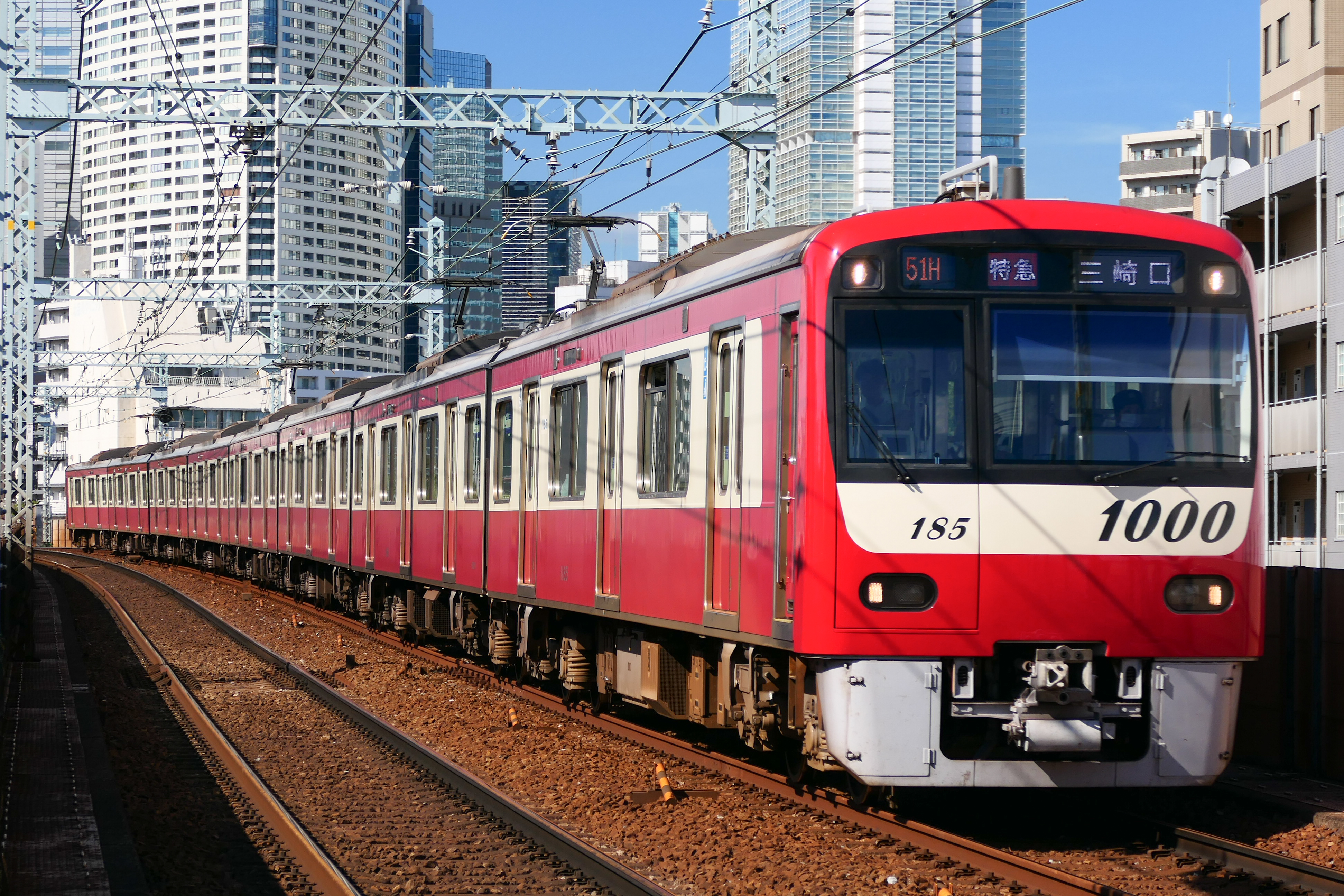
1000形ステンレスラッピング車
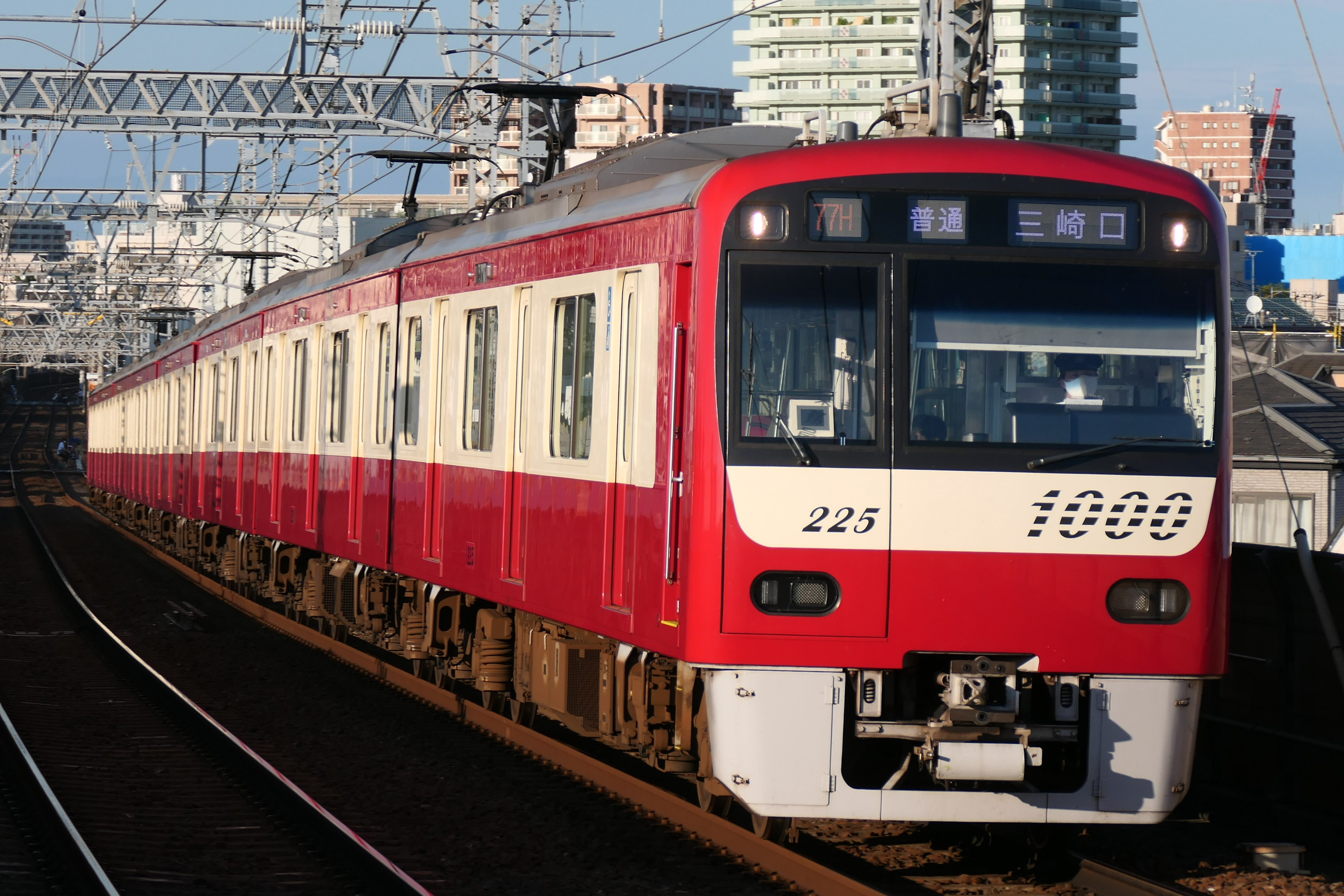
1000形ステンレス塗装車
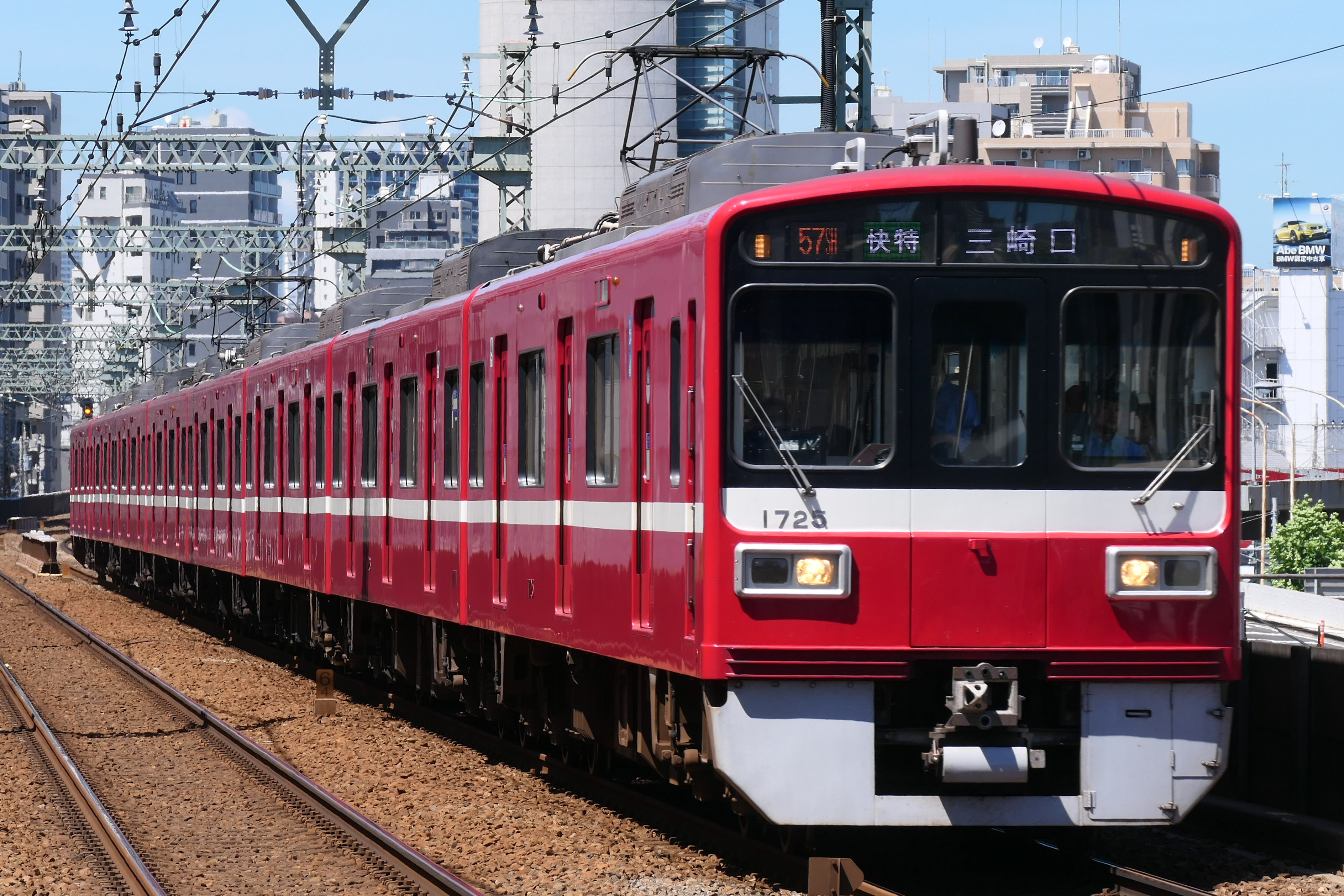
1500形

東京都交通局（都営地下鉄）所有車両
- ○5500形

- 5500形

### 過去の車両
自社保有車両

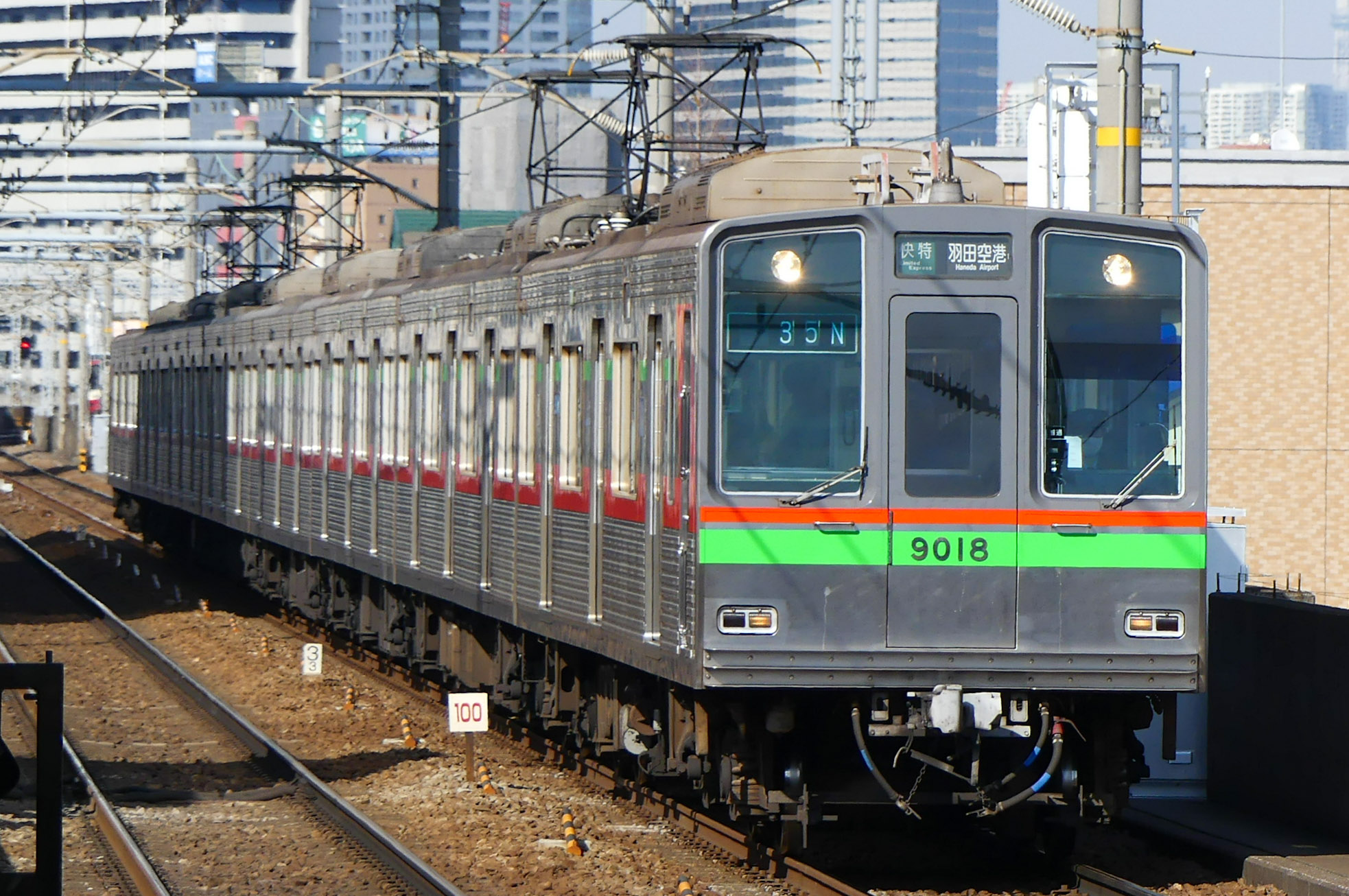
800形

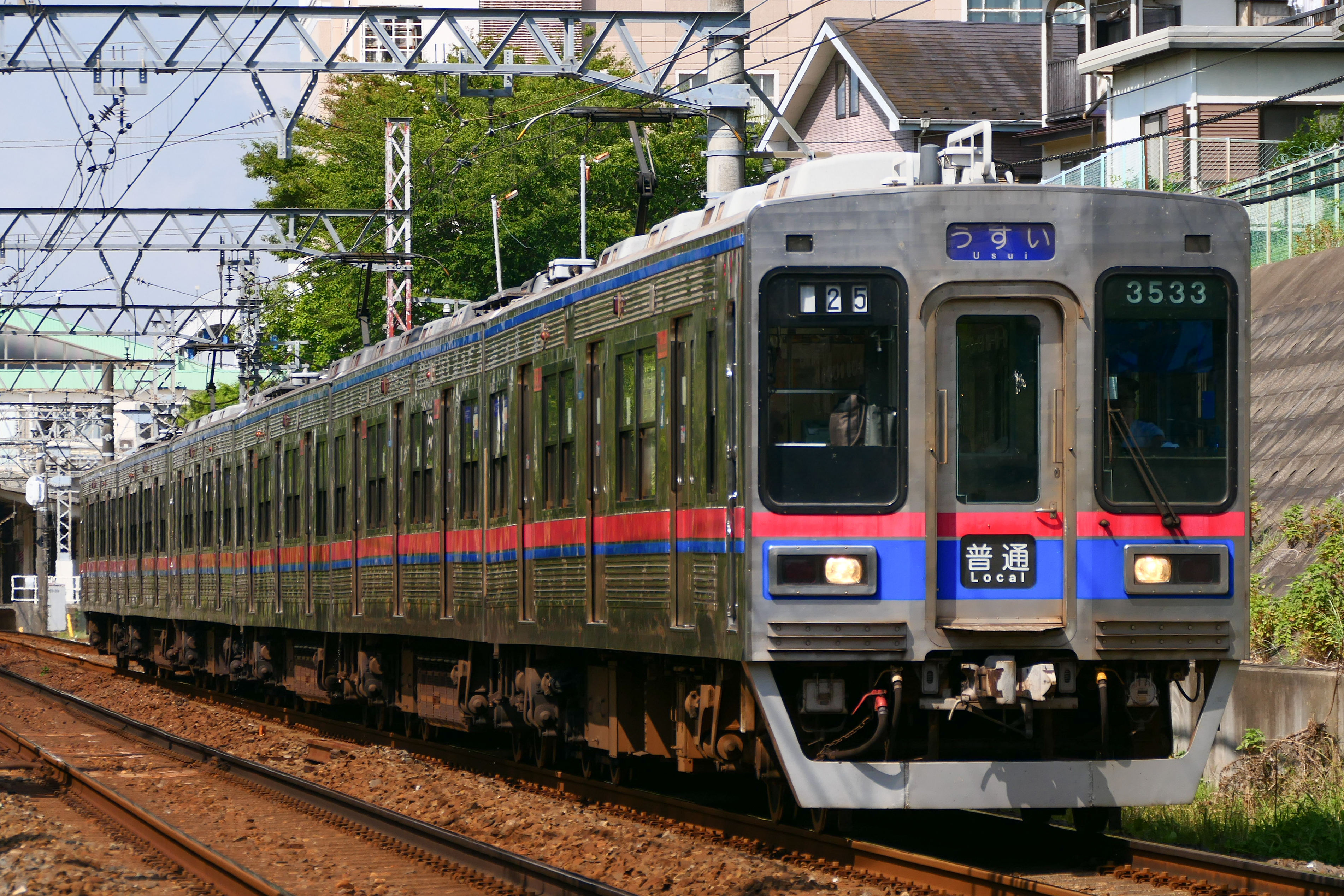
7050形
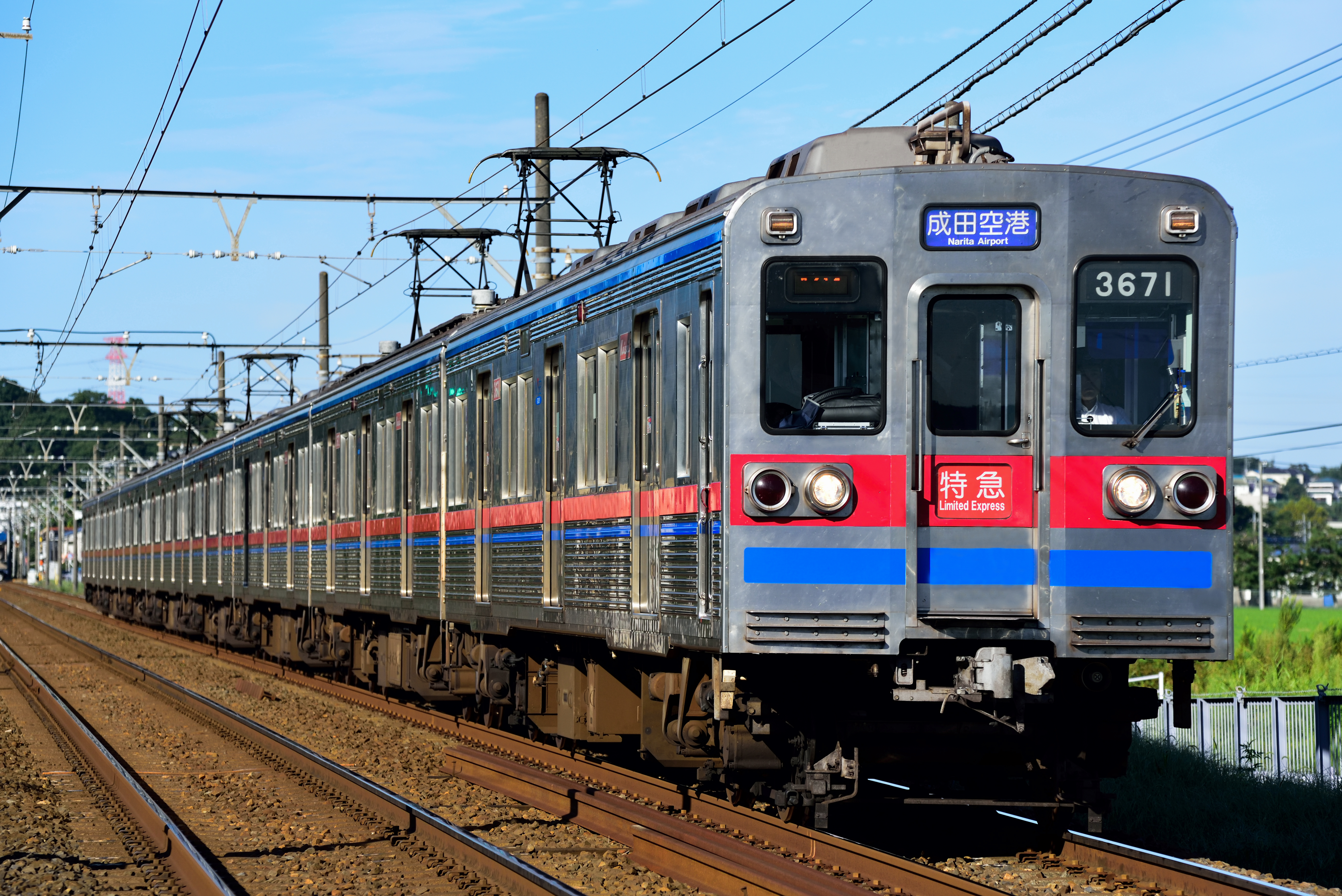
7250形

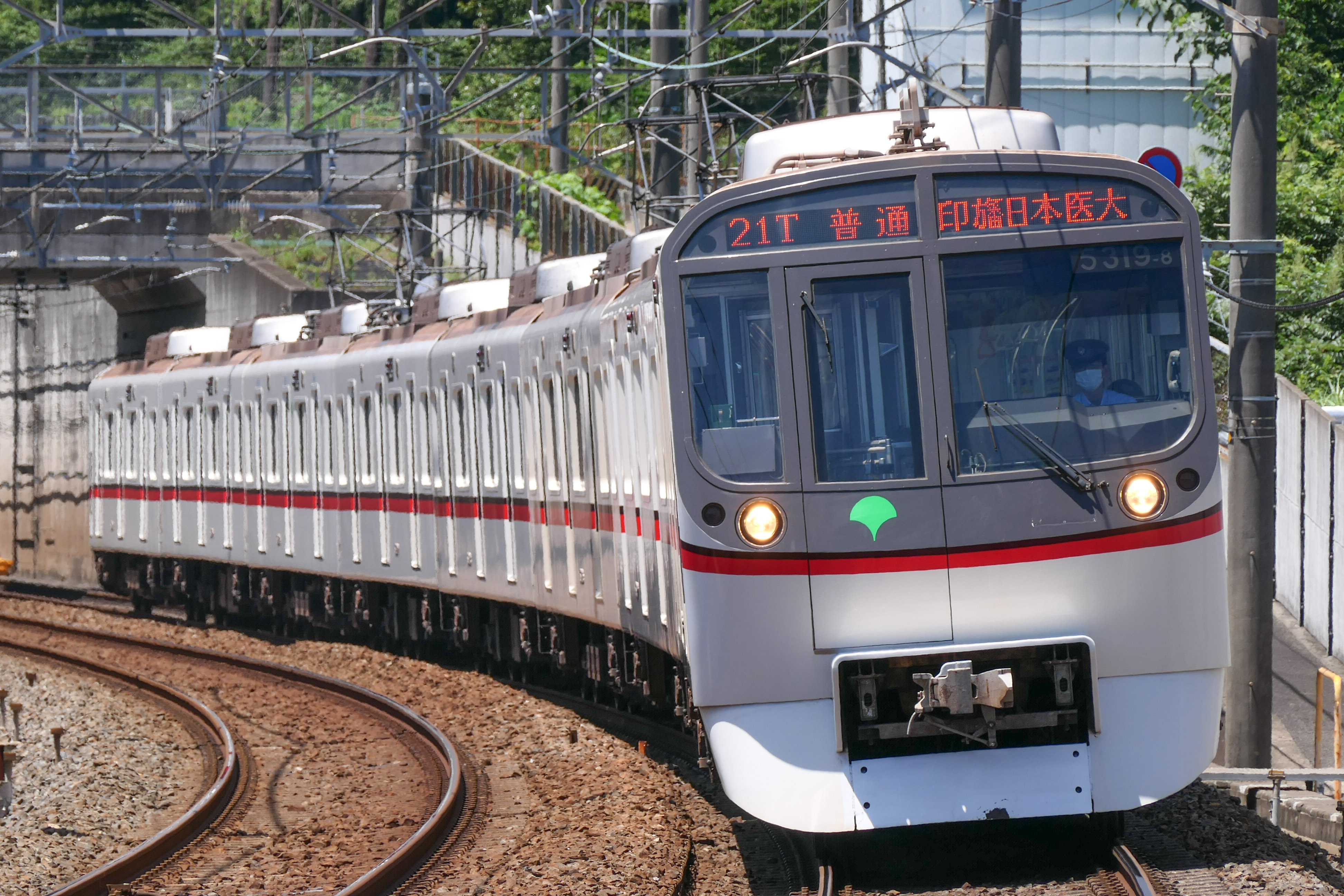
7150形
- 7000形
- 7260形

千葉ニュータウン鉄道所有車両
- 9000形

- 9000形

新京成電鉄所有車両
- 800形
- 8000形
- 8800形
- 200形

京成電鉄所有車両
- 3050形
- 3100形
- 3150形
- 3200形
- 3300形
- △3500形
- △3600形

- 3500形
- 3600形

東京都交通局（都営地下鉄）所有車両
- 5000形・5200形
1991年3月31日から1994年12月9日までの定期運用だったが、その後は代走での乗り入れ、および2006年11月3日のさよなら運転で西馬込駅 - 千葉ニュータウン中央駅間を1往復した。
- 5300形

- 5300形

京浜急行電鉄所有車両
- 初代1000形

### 編成両数
2023年3月現在、全ての車両が8両編成で運行されている。ただし、ダイヤ乱れ等、車両が手配できない時に京成の6両編成が代走で運行されたことがある。
1979年の開業時は6両編成が主体であったが、1991年の都心直通時に自社車両はすべて8両編成に増強された。また、1992年から2000年7月22日のダイヤ改正前までは線内限定の区間列車として4両編成での運用が存在していた。
また、1993年4月1日から1994年12月9日にかけては直通先の京急空港線が8両編成の乗り入れに対応していなかったため、データイムのほぼ全てが6両編成での運転であった。しかし、当時は6両編成の車両を保有していなかったため、日中はほぼ全てが他の事業者の車両で運行されることになり、北総車両が自社線内をほとんど走行しない珍しい光景が見られた。

## 沿線風景

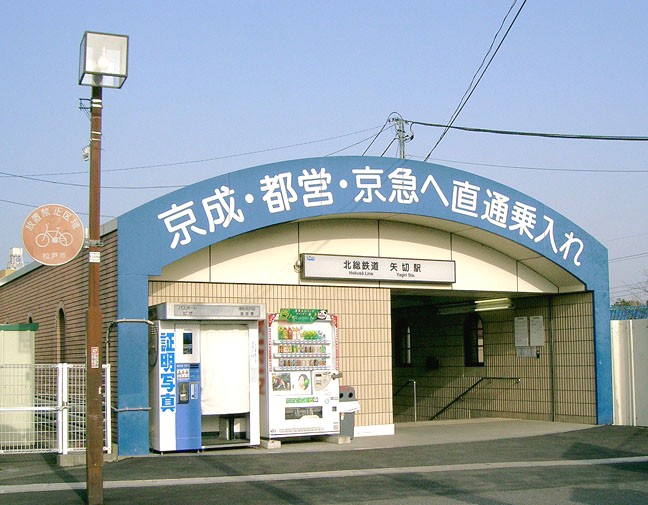
矢切駅出入口

### 京成高砂 - 新鎌ヶ谷
京成高砂駅を出ると、京成電鉄の高砂検車区を左に見ながら高架橋へと上がり、大きく左へカーブして高架のシェルターを抜けると新柴又駅へと到着する。住宅地を抜けると江戸川橋梁を渡り千葉県松戸市へと入るが、川岸から台地までは松戸市の特別緑地保全地区となっており、田園風景が広がる。線路はすぐに下総台地の下に掘られた栗山トンネルへ進入し、矢切駅へと至る。この先、北国分駅 - 松飛台駅間は地形上、台地と低地が入り組む谷津田が多いため、トンネルと高架が連続する高低差の大きい線形となる。特に秋山駅では地下駅なのに対し、次の東松戸駅ではJR武蔵野線を跨ぐためホームが地上20mの高さにある。松飛台駅を過ぎると高架の直線区間が続き、左手に住宅地、右手に梨畑を見ながら大町駅へと進み、国道464号（大町梨街道）と立体交差する。さらに高架を進むと、左手に京成電鉄くぬぎ山車両基地を見ながら京成松戸線と合流。ここから併走区間となり、京成松戸線北初富駅の横を通るが、北総線に駅は設置されていない（新京成線乗り入れ時代は、連絡線が当時地上にあった北初富駅に直接合流していた）。まもなく私鉄4線が乗り入れる新鎌ヶ谷駅へと至る。

### 新鎌ヶ谷 - 千葉ニュータウン中央
鎌ケ谷市の新しい市街地として開発が進む新鎌ケ谷を横目に、しばらく高架の直線区間が続いたのち短いトンネルを抜ける。やがて線路は掘割区間となり、千葉ニュータウン（白井市）の玄関口である西白井駅へと到着する。この先、千葉ニュータウンエリア内では堀割内を国道464号（北千葉道路）、およびその側道に挟まれるかたちで道路と併走する。次の白井駅にかけてはニュータウン独特の大型店舗が建ち並ぶ街並みが沿線に広がり、小室駅の手前では国道16号と交差する。この先神崎川を跨ぐ高架区間では両側に水田が広がり、線路は再び掘割区間を進み、北総線最大の乗降客数を有する千葉ニュータウン中央駅へと至る。駅周辺にはイオンモール千葉ニュータウン等がある。また、掘割内では北総鉄道に沿って確保されていた成田新幹線（未成線）用地を転用し、太陽光パネルが設置されている。

### 千葉ニュータウン中央 - 印旛日本医大
この区間は元々、成田新幹線用に確保されていた用地を一部活用しているため、高低差もなく、線形も良い。次の印西牧の原駅周辺は、並行する国道464号沿道にロードサイド型の大型商業施設が立ち並ぶ。印西牧の原駅を出るとしばらく複々線状の区間が続いたのち、内側2線が印旛車両基地への高架線として右手にわかれる。右手に車両基地を見上げながら線路は掘割区間を進み、終点・印旛日本医大駅へと到着する。駅の成田空港側には引き上げ線が用意されており、本線は成田高速鉄道アクセスの線路として成田空港方面へ続く。

## 成田空港延伸
都心から成田国際空港への所要時間を短縮するために、北総線を経由する「成田新高速鉄道」構想が1985年の運輸政策審議会答申第7号において計画され、2006年に着工した。新設となる印旛日本医大駅から成田空港高速鉄道接続点までの区間は、新たに設立された成田高速鉄道アクセスが建設・保有を行うこととなった。新設区間は最高速度160km/hとなり、これに合わせ、既存の京成高砂駅 - 印旛日本医大駅間は最高速度130km/hで走行するための待避設備の設置と鉄道信号機に対する抑速現示の設定を含む設備改良工事が行われることが成田高速鉄道アクセスから発表されていた。ただし、現在の北総線区間では高速進行現示は設定されない。これに先立ち、小室駅では待避線建設に伴うホームの増設工事が行われ、東松戸駅、新鎌ヶ谷駅では路線建設時に将来用に設けられていたホームを使用開始した。そのほか、印西牧の原駅、印旛日本医大駅では分岐器変更による配線変更が行われた。このうち信号機の抑速現示は2009年夏より使用を開始した。
2010年7月17日に成田空港線（成田スカイアクセス線）として開業し、これ以降は、印旛日本医大駅止りの北総線の列車は従来通り北総鉄道が運行し、成田空港駅まで直通する成田スカイアクセス線の列車は京成電鉄が運行している。成田スカイアクセス線経由となったスカイライナーの所要時間は日暮里駅 - 空港第2ビル駅間で最速36分となった。それまでは、JRの成田エクスプレスや京成電鉄本線のスカイライナーを利用した場合、都心から空港第2ビル駅までは1時間程度を要していたため、大幅な所要時間短縮が実現した。
また、千葉県北西部等の交通利便性の向上と、成田地域と千葉ニュータウン地域の機能連携の強化にも寄与することが期待されている。しかし、その一方で「運賃の高い北総線経由になることで、運賃が値上げされるのではないか」「スカイライナーと北総線の運賃が二重運賃にならないか」と問題視する声もあったが、最終的に値上げや二重運賃は適用されず、印旛日本医大駅をまたいだ乗車であっても、両社の乗車距離の合計を京成成田空港線の運賃基準に当てはめて計算されることとなった（「北総鉄道#運賃」も参照）。

## 運賃問題
北総線は、東京通勤圏の一部を除く他の鉄道と比べて運賃が高い上、定期券の割引率が低いため沿線住民の負担になっている。千葉ニュータウンの住民の間では「財布落としても定期券落とすな」が合言葉になっていたという。
沿線の白井市などは「北総線通学定期券助成」制度を設けている。千葉県と沿線6市2村も、北総鉄道への財政支援を交換条件に運賃値下げを求めてきたが、2010年2月19日に認可され、運賃値下げが実現した（この時、運賃が最も高い区間だった西白井駅 - 新鎌ヶ谷駅間が300円から290円に値下げされた。2022年10月現在は280円になっている）。なお、2015年以降は自治体による財政支援は行われていない。

## 大規模開発と鉄道
北総線は、東京圏東部の大型ニュータウンである千葉ニュータウン事業の一環として建設された。
千葉ニュータウンは、当初の計画では2,912haを開発して計画人口34万人を見込んでいたが、1970年代のオイルショックや1990年代のバブル崩壊などで縮小を余儀なくされ、2014年（平成26年）3月時点の開発面積は約1,930haで計画人口は45,600戸・143,300人に下方修正された。2014年（平成26年）1月末時点の実際の人口は93,631人にとどまっている。なお、千葉ニュータウンの事業認可期間は2014年（平成26年）3月で終了しており、未処分地の販売は5年間継続され、2014年（平成26年）3月で終了している。
ただし、沿線人口の増加に伴う北総線利用者数は増加傾向は続いており、2013年（平成25年）度は乗客数が過去最高を更新した。
なお、千葉ニュータウン中央以東の区間で線路に沿って確保されている用地は、成田新幹線（未成線）の跡地および、北千葉道路の建設用地である。

## 駅一覧
当路線は2010年7月17日より全線にわたり京成成田空港線（成田スカイアクセス線）との共用区間となり、アクセス特急が停車する北総鉄道の駅は京成電鉄との共用駅となった（京成高砂駅を除き駅管理は北総鉄道が行っている）。なお、京成高砂駅については北総鉄道の駅番号は振られていない。これは、京成電鉄が押上駅を例外として駅番号の二重付番を行わない方針をとっているためである。アクセス特急は正式には京成成田空港線（成田スカイアクセス線）の列車だが、北総線の速達列車としても機能しているため、便宜上記載する。
凡例
停車駅… ●：停車、｜：通過
- 普通列車は全駅に停車するため省略。

列車待避 … ◇：上下とも待避可能、▽：下りのみ待避可能
| 駅番号                                | 駅名                                  | 駅間キロ                              | 累計キロ                              | 特急 | アクセス特急 | 接続路線・備考 | 列車待避 | 所在地 | 所在地 |
| ------------------------------------- | ------------------------------------- | ------------------------------------- | ------------------------------------- | --- | --- | --- | --- | --- | --- |
| 直通運転区間 （京成本線・押上線経由） | 直通運転区間 （京成本線・押上線経由） | 直通運転区間 （京成本線・押上線経由） | 直通運転区間 （京成本線・押上線経由） | 都営浅草線西馬込駅まで 都営浅草線・京急本線経由京急空港線羽田空港第1・第2ターミナル駅まで 都営浅草線・京急本線経由久里浜線三崎口駅まで 都営浅草線・京急本線経由逗子線逗子・葉山駅から | 都営浅草線西馬込駅まで 都営浅草線・京急本線経由京急空港線羽田空港第1・第2ターミナル駅まで 都営浅草線・京急本線経由久里浜線三崎口駅まで 都営浅草線・京急本線経由逗子線逗子・葉山駅から | 都営浅草線西馬込駅まで 都営浅草線・京急本線経由京急空港線羽田空港第1・第2ターミナル駅まで 都営浅草線・京急本線経由久里浜線三崎口駅まで 都営浅草線・京急本線経由逗子線逗子・葉山駅から | 都営浅草線西馬込駅まで 都営浅草線・京急本線経由京急空港線羽田空港第1・第2ターミナル駅まで 都営浅草線・京急本線経由久里浜線三崎口駅まで 都営浅草線・京急本線経由逗子線逗子・葉山駅から | 都営浅草線西馬込駅まで 都営浅草線・京急本線経由京急空港線羽田空港第1・第2ターミナル駅まで 都営浅草線・京急本線経由久里浜線三崎口駅まで 都営浅草線・京急本線経由逗子線逗子・葉山駅から | 都営浅草線西馬込駅まで 都営浅草線・京急本線経由京急空港線羽田空港第1・第2ターミナル駅まで 都営浅草線・京急本線経由久里浜線三崎口駅まで 都営浅草線・京急本線経由逗子線逗子・葉山駅から |
| (KS10)                                | 京成高砂駅                            | -                                     | 0.0                                   | ● | ● | 京成電鉄： 本線（直通運転：上記参照）・ 金町線・ 成田空港線（成田スカイアクセス線・共同使用駅）                                                                                       | ◇ | 東京都 葛飾区 | 東京都 葛飾区 |
| HS01                                  | 新柴又駅                              | 1.3                                   | 1.3                                   | ｜ | ｜ | | | 東京都 葛飾区 | 東京都 葛飾区 |
| HS02                                  | 矢切駅                                | 1.9                                   | 3.2                                   | ｜ | ｜ | | ◇ | 千葉県 | 松戸市 |
| HS03                                  | 北国分駅（堀之内貝塚）                | 1.5                                   | 4.7                                   | ｜ | ｜ | | | 千葉県 | 市川市 |
| HS04                                  | 秋山駅（聖徳小・光英VERITAS中高前）   | 1.5                                   | 6.2                                   | ｜ | ｜ | | | 千葉県 | 松戸市 |
| HS05                                  | 東松戸駅                              | 1.3                                   | 7.5                                   | ● | ● | 東日本旅客鉄道： 武蔵野線 (JM 13) 京成電鉄： 成田空港線（成田スカイアクセス線・共同使用駅）                                                                                           | ◇ | 千葉県 | 松戸市 |
| HS06                                  | 松飛台駅（八柱霊園）                  | 1.4                                   | 8.9                                   | ｜ | ｜ | | | 千葉県 | 松戸市 |
| HS07                                  | 大町駅（市川市動植物園）              | 1.5                                   | 10.4                                  | ｜ | ｜ | | | 千葉県 | 市川市 |
| HS08                                  | 新鎌ヶ谷駅                            | 2.3                                   | 12.7                                  | ● | ● | 京成電鉄： 成田空港線（成田スカイアクセス線・共同使用駅） ・ 松戸線 (KS78) 東武鉄道： 野田線（東武アーバンパークライン） (TD-30)                                                      | ◇ | 千葉県 | 鎌ケ谷市 |
| HS09                                  | 西白井駅（梨も騎手も育つ街）          | 3.1                                   | 15.8                                  | ● | ｜ | | | 千葉県 | 白井市 |
| HS10                                  | 白井駅（ときめき 梨の里）             | 2.0                                   | 17.8                                  | ● | ｜ | | | 千葉県 | 白井市 |
| HS11                                  | 小室駅                                | 2.0                                   | 19.8                                  | ● | ｜ | | ▽ | 千葉県 | 船橋市 |
| HS12                                  | 千葉ニュータウン中央駅                | 4.0                                   | 23.8                                  | ● | ● | 京成電鉄： 成田空港線（成田スカイアクセス線・共同使用駅） | | 千葉県 | 印西市 |
| HS13                                  | 印西牧の原駅                          | 4.7                                   | 28.5                                  | ● | ｜ | | ◇ | 千葉県 | 印西市 |
| HS14                                  | 印旛日本医大駅（松虫姫）              | 3.8                                   | 32.3                                  | ● | ● | 京成電鉄： 成田空港線（成田スカイアクセス線：成田空港方面・共同使用駅） | | 千葉県 | 印西市 |

- 新鎌ヶ谷駅 - 西白井駅間で柏市（旧沼南町域）を通るが、駅は設置されていない。

### 廃止区間
- 全区間千葉県鎌ケ谷市に所在。
- 接続路線は廃止時点のもの。

| 駅名       | 営業キロ | 接続路線                               |
| ---------- | -------- | -------------------------------------- |
| 北初富駅   | 0.0      | 新京成電鉄：新京成線                   |
| 新鎌ヶ谷駅 | 0.7      | 北総開発鉄道：北総・公団線（小室方面） |

### 計画中止駅
千葉県や住宅・都市整備公団の当初計画では、西白井駅以東の千葉ニュータウン域内に8駅を設置する予定だった。1986年（昭和61年）のニュータウン計画見直しに伴い設置駅数は6に削減され、第4駅と第6駅の設置が見送られた。
第4駅（仮称・谷田（やた）駅）小室駅 - 千葉ニュータウン中央駅間、白井市谷田付近
第6駅（仮称・天王前駅または印西天王前駅）千葉ニュータウン中央駅 - 印西牧の原駅間、印西市草深付近